# Tour de France 2023
Die Tour de France 2023 war die 110. Austragung des wichtigsten Etappenrennens im professionellen Straßenradsport. Das Rennen wurde am 1. Juli 2023 in Bilbao gestartet, das Ziel der letzten Etappe wurde am 23. Juli 2023 in Paris auf der Avenue des Champs Élysées erreicht. Die Tour de France war auch im Jahr 2023 ein Teil der UCI WorldTour.
Jonas Vingegaard (Jumbo-Visma) wiederholte seinen Triumph aus dem Vorjahr. Den Grundstein für seinen zweiten Tour-de-France-Sieg legte der Däne mit seinem Etappensieg beim Zeitfahren der 16. Etappe. Schlussendlich betrug sein Vorsprung sieben Minuten und 29 Sekunden, was dem größten Abstand seit dem Jahr 2014 entsprach. Platz zwei ging erneut an den Slowenen Tadej Pogačar (UAE Team Emirates), der zum vierten Mal in Folge die Nachwuchswertung gewann und sich zudem zwei Etappensiege sicherte. Gesamtdritter wurde mit Adam Yates ein weiterer Fahrer des UAE Team Emirates. Der Brite hatte die Auftaktetappe gewonnen und wies schlussendlich einen Rückstand von 10 Minuten und 56 Sekunden auf Jonas Vingegaard auf.
Die Punktewertung ging mit 377 Punkten souverän an den Belgier Jasper Philipsen (Alpecin-Deceuninck), der vier Etappen im Massensprint gewann. Keine andere Mannschaft konnte im Rahmen der Rundfahrt mehr Etappen für sich entscheiden. Mit Giulio Ciccone (Lidl-Trek) triumphierte erstmals seit dem Jahr 1992 wieder ein Italiener in der Bergwertung. Die Mannschaftswertung ging an das Team Jumbo-Visma. Der Belgier Victor Campenaerts (Lotto Dstny) wurde zum kämpferischsten Fahrer gewählt.
Im Baskenland, das den Grand Depart, der 110. Austragung abgehalten hatte, konnte man sich über zwei Etappensiege durch Pello Bilbao (Bahrain Victorious) und Ion Izagirre (Cofidis) freuen. Weiters kam für Spanien mit Carlos Rodríguez (Ineos Grenadiers) ein weiterer Tagessieger hinzu. Sowohl Carlos Rodríguez als auch Pello Bilbao belegten zudem Plätze in den Top 10 der Gesamtwertung. Die Belgier waren mit fünf Etappensiegen am erfolgreichsten, gefolgt von Dänemark, Slowenien und Spanien mit jeweils drei Erfolgen. Das Gastgeberland Frankreich stellte mit Victor Lafay (Cofidis) nur einen Etappensieger.

## Teams und Fahrer
Nach dem Reglement der Union Cycliste Internationale waren die 18 UCI WorldTeams zum Start berechtigt und verpflichtet. Zudem qualifizierten sich automatisch die beiden besten UCI ProTeams des Vorjahres: Lotto Dstny (unter dem damaligen Teamnamen Lotto Soudal) und TotalEnergies. Der Veranstalter vergab außerdem Wildcards an die beiden ProTeams Israel-Premier Tech und Uno-X Pro Cycling Team.
Am 29. Juni 2023 – zwei Tage vor Beginn der Rundfahrt – wurden die Fahrer im Rahmen einer Teampräsentation in Bilbao vorgestellt.
| WorldTeams (18)- AG2R Citroën Team - Alpecin-Deceuninck - Arkéa-Samsic - Astana Qazaqstan Team - Bahrain Victorious - Bora-Hansgrohe - Team Jayco AlUla - Cofidis - Team DSM-Firmenich - EF Education-EasyPost - Groupama-FDJ - Ineos Grenadiers - Intermarché-Circus-Wanty - Jumbo-Visma - Movistar Team - Soudal Quick-Step - Lidl-Trek - UAE Team Emirates ProTeams (4)- Israel-Premier Tech - Lotto Dstny - TotalEnergies - Uno-X Pro Cycling Team |
| |

Die 176 Teilnehmer stammten aus 27 Nationen. Das größte Kontingent stellte traditionell Frankreich, es nahmen 32 Franzosen an der Rundfahrt teil. Nach Frankreich folgten Belgien mit 21 Fahrern, die Niederlande sowie Spanien mit je 14, Australien mit 12, Dänemark mit 11 und Norwegen mit 8 Startern. Sieben Rennfahrer kamen jeweils aus Deutschland, Großbritannien und Italien. Zudem waren sechs Österreicher und zwei Schweizer bei der Tour de France 2023 am Start. 36 Fahrer nahmen zum ersten Mal an der Tour de France teil. An der Nachwuchswertung nahmen 31 Sportler teil, was rund 18 % des Feldes entsprach.
Der am 22. Juli 1983 geborene Dries Devenyns (Soudal Quick-Step) war mit 39 Jahren der älteste Starter der Frankreich-Rundfahrt, er nahm zum achten Mal an der Tour de France teil. Mark Cavendish (Astana Qazaqstan Team) hatte mit der 14. Tour-de-France-Teilnahme die meisten Starts aller Fahrer aus dem Feld vorzuweisen. Quinn Simmons aus dem Team Lidl-Trek war wiederum der jüngste Fahrer im Teilnehmerfeld, er wurde am 8. Mai 2001 geboren und war damit zum Start der Rundfahrt 22 Jahre alt. Das höchste Durchschnittsalter aller 22 Mannschaften wies das Team Soudal Quick-Step auf, die Rennfahrer im Tourkader waren dort im Durchschnitt 32 Jahre alt. Das jüngste Team war die Mannschaft Uno-X Pro Cycling Team mit einem Durchschnittsalter von 27 Jahren. Der durchschnittliche Rennfahrer der Tour de France 2023 war 29 Jahre alt.
Bei der Frankreich-Rundfahrt 2023 nahmen sechs bisherige Grand-Tour-Sieger teil: Egan Bernal, Tadej Pogačar, Jonas Vingegaard, Jai Hindley, Simon Yates und Richard Carapaz. Außerdem nahmen 39 Fahrer teil, die bereits bei der Tour de France einen Etappensieg erringen konnten. Mark Cavendish hatte mit 34 Etappensiegen zwischen 2008 und 2021 die meisten Etappen gewonnen. Er lag vor Peter Sagan, der zwischen 2012 und 2019 insgesamt 12 Etappen gewann, und vor Tadej Pogačar sowie Wout van Aert mit jeweils neun Etappensiegen.

### Favoriten
Als Favoriten gingen mit Jonas Vingegaard (Jumbo-Visma) und Tadej Pogačar (UAE Team Emirates) die beiden Erstplatzierten der vergangenen zwei Austragungen ins Rennen. Der Titelverteidiger Jonas Vingegaard entschied im Frühjahr mit O' Gran Camiño und der Baskenland-Rundfahrt zwei Etappenrennen für sich. Bei Paris–Nizza hatte er gegenüber Tadej Pogačar das Nachsehen und belegte den dritten Platz. Tadej Pogačar gewann mit der Andalusien-Rundfahrt nur eine weitere Rundfahrt, triumphierte jedoch bei etlichen Eintagesrennen. Neben der Clásica Jaén Paraíso Interior gewann er mit der Flandern-Rundfahrt ein Monument des Radsports, ehe er in den Wochen darauf auch das Amstel Gold Race und den Flèche Wallonne für sich entschied. Bei Lüttich–Bastogne–Lüttich kam der Slowene zu Sturz und brach sich das Kahnbein, was eine längere Pause zur Folge hatte. Vor dem Start der Tour de France gewann Jonas Vingegaard das Critérium du Dauphiné mit dem größten Vorsprung seit dem Jahr 1993, während Tadej Pogačar die slowenischen Meisterschaften als Vorbereitung nutzte, wo er das Zeitfahren und das Straßenrennen für sich entschied. Beide Fahrer konnten sich auf ein starkes Team verlassen, wobei Sepp Kuss und Wilco Kelderman (beide Jumbo-Visma) sowie Adam Yates, Marc Soler und Rafal Majka (alle UAE Team Emirates) in den Bergen eine zentrale Rolle einnehmen sollten. Primož Roglič (Jumbo-Visma), der den Giro d’Italia 2023 gewann, stand nicht am Start der 110. Austragung.
Mit Egan Bernal (Ineos Grenadiers) nahm ein weiterer ehemaliger Tour-de-France-Sieger am Grand Boucle teil. Der Kolumbianer kehrte somit nach seinem schweren Trainingsunfall im Frühjahr des Jahres 2022 wieder zum größten Radrennen der Welt zurück. Mit Top-10-Platzierungen bei der Tour de Romandie und der Ungarn-Rundfahrt sowie dem zwölften Gesamtrang beim Critérium du Dauphiné zeigte er zuletzt aufsteigende Form, wobei unklar war, ob er sich bei der Tour de France auf die Gesamtwertung fixieren würde. Mit Carlos Rodríguez und Daniel Felipe Martínez planten die Ineos Grenadiers, zwei weitere Rundfahrt-Spezialisten zu entsenden. Zudem ging auch Thomas Pidcock an den Start. Geraint Thomas, der bei der Tour de France 2022 Dritter wurde und den Giro d’Italia 2023 als Zweiter beendete, nahm die Tour de France hingegen nicht in Angriff.
Jai Hindley nahm nach seinem Sieg beim Giro d’Italia 2022 seine erste Tour de France in Angriff und zeigte zuvor mit Rang vier beim Critérium du Dauphiné auf. Mit Richard Carapaz (EF Education-EasyPost) und Simon Yates (Jayco AlUla) starteten zwei weitere Grand-Tour-Sieger, die zuvor jedoch hinter ihren Erwartungen zurückgeblieben waren. Weitere potentielle Podiumsanwärter waren: David Gaudu (Groupama-FDJ), Enric Mas (Movistar), Mikel Landa (Bahrain Victorious), Ben O’Connor (AG2R Citroën), Romain Bardet (DSM-Firmenich), Rigoberto Urán (EF Education-EasyPost), Guillaume Martin, Ion Izagirre (beide Cofidis), Alexei Luzenko (Astana Qazaqstan), Louis Meintjes (Intermarché-Circus-Wanty) und Mattias Skjelmose Jensen (Lidl-Trek), der wenige Wochen zuvor die Tour de Suisse gewann. Weitere nennenswerte Fahrer waren die aufstrebenden Nachwuchstalente Matteo Jorgenson (Movistar), Felix Gall (AG2R Citroën) und Tobias Halland Johannessen (Uno-X) sowie die erfahrenen Rundfahrt-Spezialisten Rui Costa (Intermarché-Circus-Wanty) und Michael Woods (Israel-Premier Tech).

### Sprinter
Mit Jasper Philipsen (Alpecin-Deceuninck), Fabio Jakobsen (Soudal Quick-Step), Caleb Ewan (Lotto-Dstny), Dylan Groenewegen (Jayco AlUla), Mads Pedersen (Lidl-Trek), Biniam Girmay (Intermarché-Circus-Wanty), Alexander Kristoff (Uno-X), Jordi Meeus (Bora-hansgrohe), Sam Welsford (DSM-Firmenich), Bryan Coquard (Cofidis) und Phil Bauhaus (Bahrain Victorious) gingen zahlreiche Sprinter an den Start der Rundfahrt. Ein besonderes Augenmerk lag auf Mark Cavendish (Astana Qazaqstan), der sich bei seinem letzten Antreten bei der Tour de France mit einem weiteren Etappensieg zum alleinigen Rekordhalter hätte krönen können; mit seinem sturzbedingten Ausscheiden auf der 8. Etappe am 8. Juli blieb ihm dies verwehrt. Auch Peter Sagan (TotalEnergies), der die Punktewertung bereits sieben Mal gewinnen konnte, startete im Jahr 2023 das letzte Mal bei der Tour de France.
Als Favorit auf das Grüne Trikot zählte erneut Wout Van Aert (Jumbo-Visma), der im vergangenen Jahr einen neuen Punkterekord aufgestellt hatte. Nach eigener Aussage lag der Fokus des Belgiers jedoch nicht auf der Punktewertung.

### Bergfahrer
Die Bergwertung war in den vergangenen Jahren jeweils vom Gesamtsieger gewonnen worden. Zuletzt setzte sich im Jahr 2019 mit Romain Bardet ein Fahrer durch, der in der Gesamtwertung außerhalb der Top 10 platziert war. Zu den Favoriten auf das Gepunktete Trikot galten meist gute Bergfahrer sowie Gesamtklassement-Fahrer, die auf den ersten Etappen bereits viel Zeit verloren haben. Besonders bei den einheimischen Fahrern und Teams spielte das Bergtrikot vor allem zu Beginn der Rundfahrt eine große Rolle. Ein möglicher Aspirant auf den Sieg in der Bergwertung war der Franzose Thibaut Pinot (Groupama-FDJ), der die Sonderwertung bereits wenige Wochen zuvor beim Giro d’Italia gewann und im Jahr 2023 seine letzte Tour de France bestritt. Weitere Bergfahrer, die keine Helferdienste für ihre Team-Leader leisten mussten, waren: Giulio Ciccone (Lidl-Trek), Michael Woods (Israel-Premier Tech), Warren Barguil (Arkea-Samsic), Harold Tejada, David de la Cruz (beide Astana Qazaqstan) und Simon Geschke (Cofidis), der das Gepunktete Trikot im vergangenen Jahr für neun Tage trug.

### Weitere interessante und abwesende Fahrer
Im Kampf um das Gelbe Trikot bei den ersten Etappen galten in erster Linie die Klassiker-Spezialisten zu den Favoriten. Hier waren primär Mathieu van der Poel (Alpecin-Deceuninck), der die Monumente Mailand–Sanremo und Paris–Roubaix gewann, und Wout van Aert zu nennen. Weiterhin startete auch der zweifache Weltmeister Julian Alaphilippe (Soudal Quick-Step), der bislang jedoch hinter seinen Erwartungen zurückgeblieben war. Weitere Klassiker-Spezialisten, die das Rennen in Angriff nahmen, waren Biniam Girmay (Intermarché-Circus-Wanty), Søren Kragh Andersen, Quinten Hermans (beide Alpecin-Deceuninck), Matej Mohorič, Fred Wright (beide Bahrain Victorious), Christophe Laporte, Dylan Van Baarle (beide Jumbo-Visma), Benoît Cosnefroy (AG2R Citroën) und Valentin Madouas (Groupama-FDJ).
Von den Zeitfahr-Spezialisten starteten Stefan Küng (Groupama-FDJ), Rémi Cavagna (Soudal Quick-Step), Mikkel Bjerg (UAE Team Emirates) und Jonathan Castroviejo (Ineos Grenadiers), wobei das anspruchsvolle Profil eher Fahrern wie Jonas Vingegaard und Tadej Pogačar entgegenkam.
Nicht am Start der 110. Austragung standen neben Primož Roglič und Geraint Thomas auch der Weltmeister Remco Evenepoel (Soudal Quick-Step), der den Giro d’Italia aufgrund einer COVID-19-Infektion frühzeitig verlassen hatte. Auch Tao Geoghegan Hart (Ineos Grenadiers), João Almeida, Juan Ayuso (beide UAE Team Emirates), Damiano Caruso (Bahrain Victorious), Hugh Carthy (EF Education-EasyPost) und Alexander Wlassow (Bora-hansgrohe), die in den vergangenen Jahren gute Resultate bei den Grand Tours erzielt hatten, standen nicht auf der Startliste.

## Strecke

### Allgemeines
Bereits am 26. März 2021 wurde der Start der Rundfahrt im Baskenland bekanntgegeben. Mit Bilbao startete die Tour de France nach San Sebastián (1992) zum zweiten Mal in Spanien. Die komplette Streckenführung wurde am 27. Oktober 2022 im Palais des Congrès in Paris vorgestellt. Insgesamt absolvierten die Fahrer 3405,6 Kilometer auf 21 Etappen. Auf dem Programm standen acht flache, vier hüglige und acht Bergetappen sowie ein Einzelzeitfahren. Vier Etappen endeten mit einer Bergankunft. Die Rundfahrt umfasste zwei Ruhetage, die nach den Etappen 9 und 15 abgehalten wurden. Nach dem Start in Spanien führte die Strecke ausschließlich durch Frankreich, wobei 9 Regionen und 23 Départements befahren wurden. Mit den Pyrenäen, dem Zentralmassiv, der Jura, den Alpen und den Vogesen führt die Tour de France 2023 durch alle großen Gebirge Frankreichs. Das „Dach der Tour“ bildet wie im Jahr 2020 der Col de la Loze mit einer Höhe von 2304 Metern Seehöhe.
Bei der 110. Austragung wurden zwölf neue Start- (Bilbao, Amorebieta-Etxano, Vulcania, Châtillon-sur-Chalaronne, Les Gets, Passy) und Zielorte (Bilbao, Nogaro, Moulins, Belleville-en-Beaujolais, Combloux, Poligny, Le Markstein) genutzt. Des Weiteren führte die Frankreich-Rundfahrt erstmals über die Côte de Vivero, den Col de la Croix Rosier und den Col du Feu.

### Etappenliste
Die folgende Tabelle zeigt die Etappen mit Datum, Start- und Zielort, Kategorisierung und Etappenlänge. Außerdem sind der Etappensieger und der jeweils Führende in der Gesamtwertung nach der Etappe angegeben. In der ersten Spalte sind die Einzelartikel zu jeder Etappe mit detaillierten Angaben zu Platzierung und Rennverlauf angegeben.
| Etappe     | Datum    | Etappenorte                                       | type              | Länge (km) | Höhenmeter (m) | Etappensieger      | Gesamtführender  |
| ---------- | -------- | ------------------------------------------------- | ----------------- | ---------- | -------------- | ------------------ | ---------------- |
| 1. Etappe  | 1. Jul.  | Bilbao – Bilbao                                   | Hügelige Etappe   | 182        | 3.238 m        | Adam Yates         | Adam Yates       |
| 2. Etappe  | 2. Jul.  | Vitoria-Gasteiz – Donostia-San Sebastián          | Hügelige Etappe   | 208,9      | 2.943 m        | Victor Lafay       | Adam Yates       |
| 3. Etappe  | 3. Jul.  | Amorebieta-Etxano – Bayonne                       | Flachetappe       | 193,5      | 2.600 m        | Jasper Philipsen   | Adam Yates       |
| 4. Etappe  | 4. Jul.  | Dax – Nogaro                                      | Flachetappe       | 181,8      | 1.434 m        | Jasper Philipsen   | Adam Yates       |
| 5. Etappe  | 5. Jul.  | Pau – Laruns                                      | Hochgebirgsetappe | 162,7      | 3.659 m        | Jai Hindley        | Jai Hindley      |
| 6. Etappe  | 6. Jul.  | Tarbes – Cauterets                                | Hochgebirgsetappe | 144,9      | 3.922 m        | Tadej Pogačar      | Jonas Vingegaard |
| 7. Etappe  | 7. Jul.  | Mont-de-Marsan – Bordeaux                         | Flachetappe       | 169,9      | 785 m          | Jasper Philipsen   | Jonas Vingegaard |
| 8. Etappe  | 8. Jul.  | Libourne – Limoges                                | Hügelige Etappe   | 200,7      | 1.812 m        | Mads Pedersen      | Jonas Vingegaard |
| 9. Etappe  | 9. Jul.  | Saint-Léonard-de-Noblat – Puy de Dôme             | Hochgebirgsetappe | 182,4      | 3.494 m        | Michael Woods      | Jonas Vingegaard |
|            | 10. Juli | 1. Ruhetag in Clermont-Ferrand                    | Ruhetag           |            |                |                    |                  |
| 10. Etappe | 11. Jul. | Vulcania – Issoire                                | Hügelige Etappe   | 167,2      | 3.127 m        | Pello Bilbao       | Jonas Vingegaard |
| 11. Etappe | 12. Jul. | Clermont-Ferrand – Moulins                        | Flachetappe       | 179,8      | 1.854 m        | Jasper Philipsen   | Jonas Vingegaard |
| 12. Etappe | 13. Jul. | Roanne – Belleville-en-Beaujolais                 | Hügelige Etappe   | 168,8      | 3.088 m        | Ion Izagirre       | Jonas Vingegaard |
| 13. Etappe | 14. Jul. | Châtillon-sur-Chalaronne – Col du Grand Colombier | Hochgebirgsetappe | 137,8      | 2.410 m        | Michał Kwiatkowski | Jonas Vingegaard |
| 14. Etappe | 15. Jul. | Annemasse – Morzine                               | Hochgebirgsetappe | 151,8      | 4.281 m        | Carlos Rodríguez   | Jonas Vingegaard |
| 15. Etappe | 16. Jul. | Les Gets – Saint-Gervais-les-Bains                | Hochgebirgsetappe | 179        | 4.527 m        | Wout Poels         | Jonas Vingegaard |
|            | 17. Juli | 2. Ruhetag in Saint-Gervais-les-Bains             | Ruhetag           |            |                |                    |                  |
| 16. Etappe | 18. Jul. | Passy – Combloux                                  | Einzelzeitfahren  | 22,4       | 638 m          | Jonas Vingegaard   | Jonas Vingegaard |
| 17. Etappe | 19. Jul. | Saint-Gervais-les-Bains – Courchevel              | Hochgebirgsetappe | 165,7      | 5.405 m        | Felix Gall         | Jonas Vingegaard |
| 18. Etappe | 20. Jul. | Moûtiers – Bourg-en-Bresse                        | Flachetappe       | 184,9      | 1.211 m        | Kasper Asgreen     | Jonas Vingegaard |
| 19. Etappe | 21. Jul. | Moirans-en-Montagne – Poligny                     | Hügelige Etappe   | 172,8      | 1.950 m        | Matej Mohorič      | Jonas Vingegaard |
| 20. Etappe | 22. Jul. | Belfort – Le Markstein                            | Hochgebirgsetappe | 133,5      | 3.484 m        | Tadej Pogačar      | Jonas Vingegaard |
| 21. Etappe | 23. Jul. | Saint-Quentin-en-Yvelines – Paris                 | Flachetappe       | 115,1      | 598 m          | Jordi Meeus        | Jonas Vingegaard |

### Grand Départ

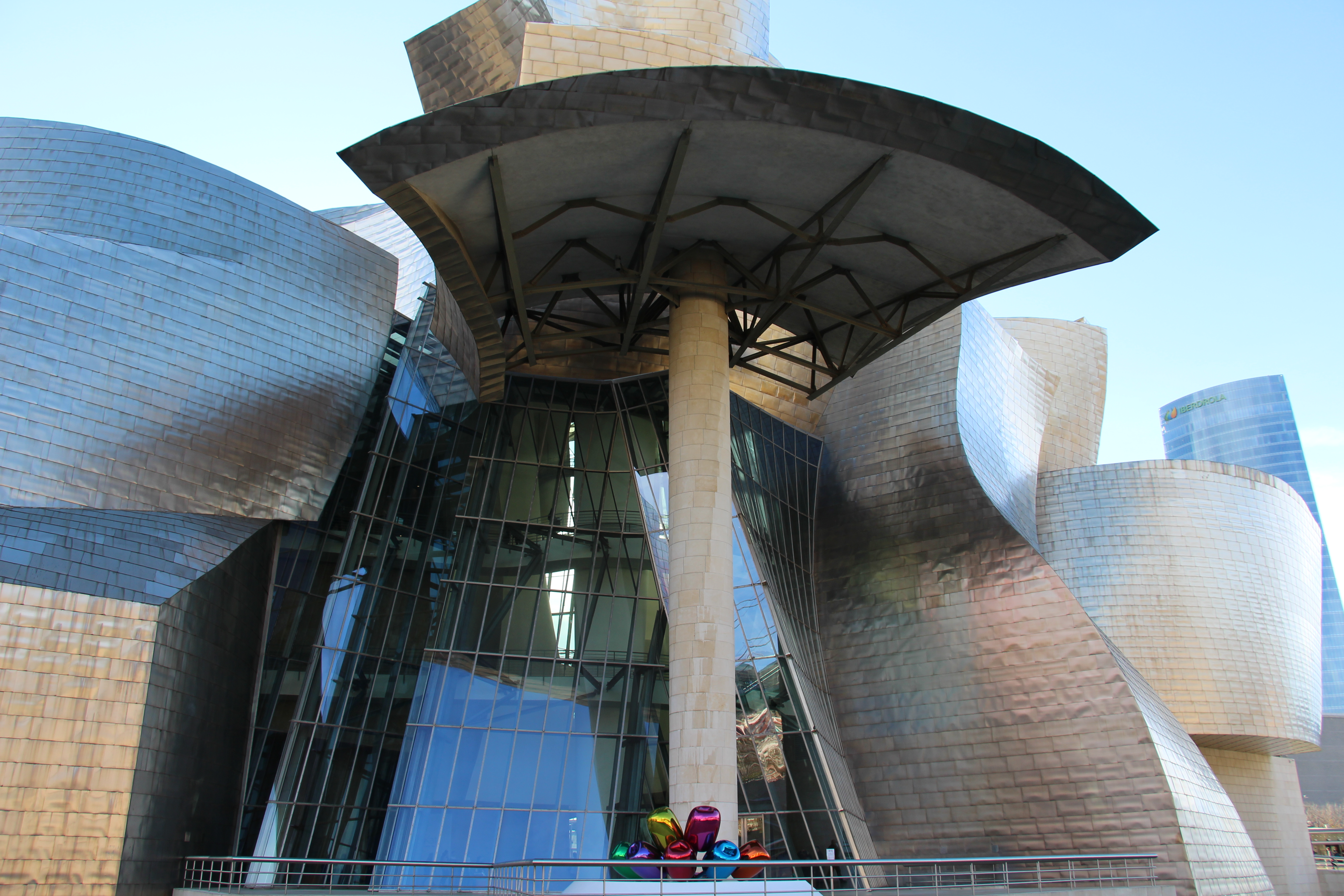
Guggenheim-Museum Bilbao

Die ersten zwei Tage wurden in der spanischen Region des Baskenlandes ausgetragen. Die 1. Etappe startete und endete in Bilbao vor dem Guggenheim-Museum. Die Strecke führte zunächst entlang der Küste des Golfs von Biskaya, ehe es über mehrere Anstiege zurück nach Bilbao ging. Mit der steilen Côte de Pike (251 m) wurde die letzte Bergwertung rund 10 Kilometer vor dem Ziel überquert. Auch die 2. Etappe, die von der baskischen Hauptstadt Vitoria-Gasteiz nach San Sebastián führte, beinhaltete mehrere Anstiege. Im Finale wurde der Jaizkibel (455 m) befahren, der durch das Eintagesrennen der Clásica San Sebastián bekannt ist. Die 3. Etappe startete in der spanischen Gemeinde Amorebieta-Etxano und führte entlang der Küste in den französischen Teil des Baskenlandes, wo die Etappe in Bayonne zu Ende ging.

### Erste Woche: Von den Pyrenäen auf den Puy de Dôme

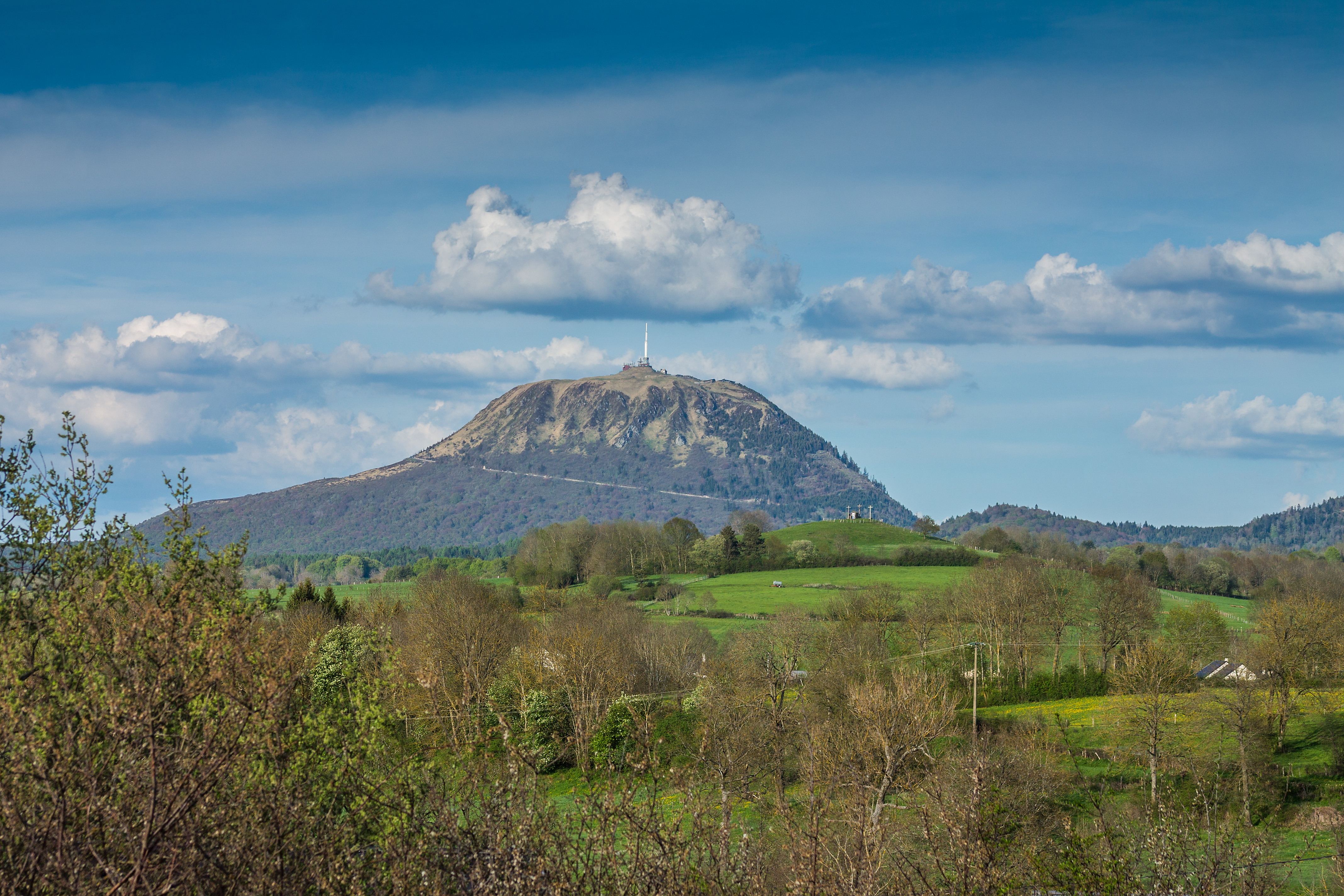
Puy de Dôme

Die 4. Etappe führte von Dax nach Nogaro, wo die Zielankunft auf dem Circuit Paul Armagnac stattfand. Bereits auf der 5. Etappe erreichten die Fahrer die Pyrenäen und überquerten auf dem Weg nach Laruns den Col de Soudet (1540 m) und den Col de Marie-Blanque (1035 m). Die erste Bergankunft erfolgte in Cauterets-Cambasque (1355 m) auf der nachfolgenden 6. Etappe. Zuvor wurde der Col du Tourmalet (2115 m) überquert, auf dem das Souvenir Jacques Goddet vergeben wurde. Nach zwei Etappen in den Pyrenäen ließ die Tour de France die Berge vorerst hinter sich und führte auf einem flachen Abschnitt von Mont-de-Marsan nach Bordeaux. Auch auf der 8. Etappe, die von Libourne nach Limoges führt, galt ein Massensprint als wahrscheinlich. Die erste Woche endete mit der zweiten Bergankunft auf dem Puy de Dôme (1415 m), der nach seiner letzten Befahrung im Jahr 1988 wieder ins Programm der Tour de France zurückkehrte. Der Vulkan im Zentralmassiv wies auf den letzten vier Kilometern eine durchschnittliche Steigung von über 11 % auf.

### Zweite Woche: Über den Jura in die Alpen

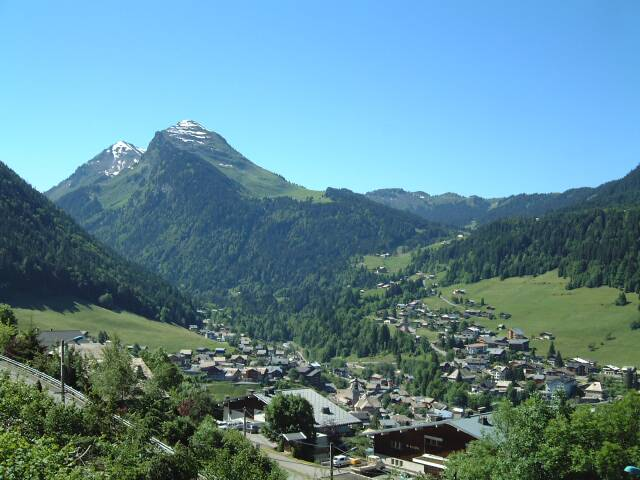
Morzine

Im Schatten des Puy de Dôme wurde die zweite Woche nach dem ersten Ruhetag in Angriff genommen. Von Vulcania aus führte die Strecke über mehrere Anstiege durch das Zentralmassiv nach Issoire. Tags drauf ging es auf der 11. Etappe von Clermont-Ferrand auf flachen Straßen nach Moulins. Auf der 12. Etappe wurde das Weinbaugebiet des Beaujolais durchfahren, ehe die hüglige Etappe in Belleville-en-Beaujolais zu Ende ging. Die dritte Bergankunft fand im Rahmen der 13. Etappe auf dem Grand Colombier (1501 m) im Jura statt. Der 17,4 Kilometer lange Anstieg wurde von Culoz aus befahren und wies eine durchschnittliche Steigung von über 7 % auf. Auf der 14. Etappe führte die Tour de France in die Alpen und überquerte den Col de la Ramaz (1619 m) und Col de Joux Plane (1712 m), ehe die Etappe in Morzine zu Ende ging. Die letzte echte Bergankunft erfolgte einen Tag später in Saint-Gervais-les-Bains (Le Bettex) auf einer Höhe von 1372 Metern.

### Dritte Woche: Von den Alpen in die Vogesen

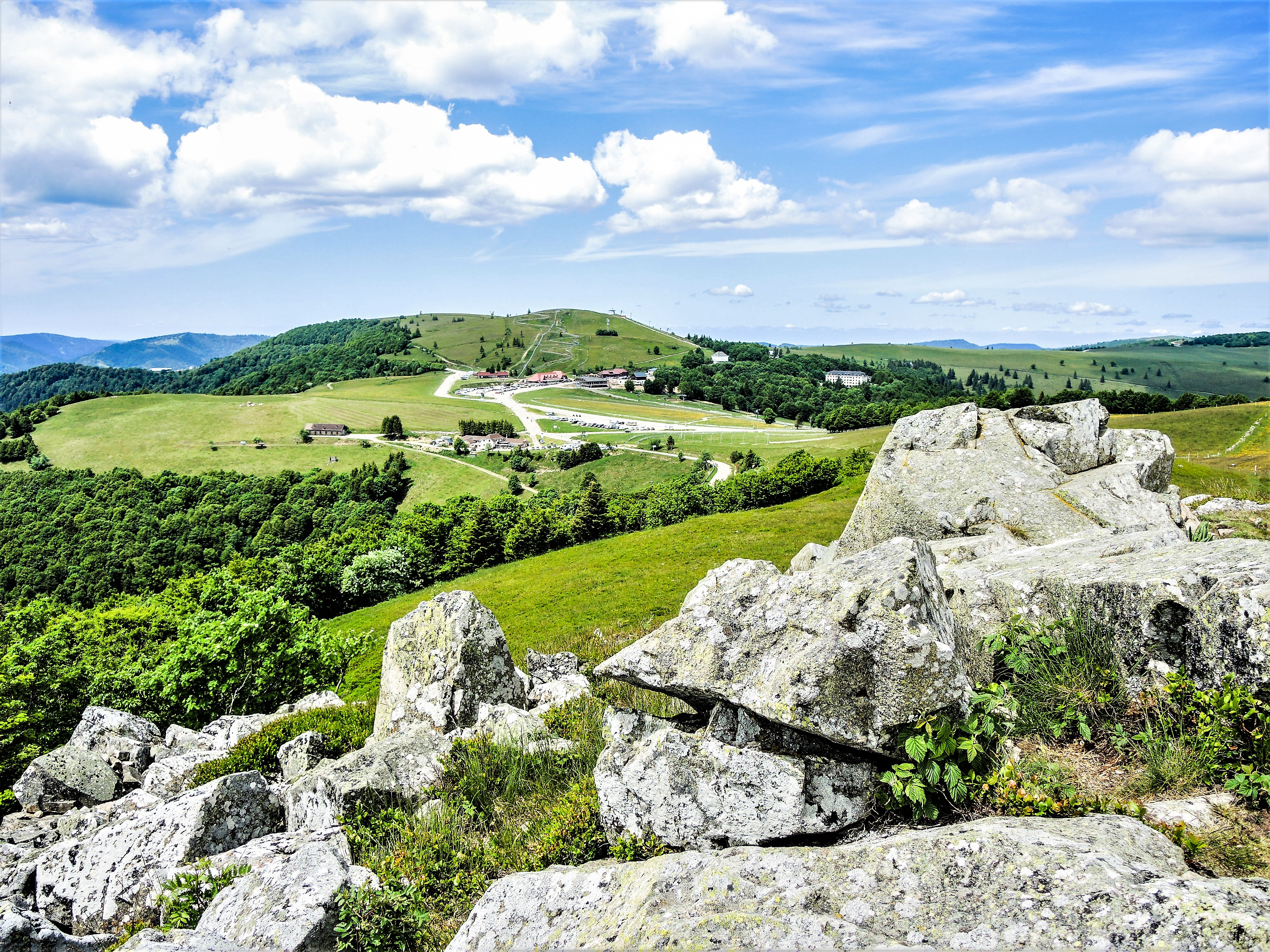
Le Markstein

Die dritte und abschließende Woche begann nach dem zweiten Ruhetag mit dem einzigen Einzelzeitfahren der Rundfahrt. Die 22 Kilometer lange Strecke von Passy nach Combloux umfasste zwei Anstiege und beinhaltete die bekannte Auffahrt der Côte de Domancy (790 m). Tags darauf stand mit dem 17. Abschnitt die „Königsetappe“ auf dem Programm. Diese führte von Saint-Gervais-les-Bains über die Anstiege des Col des Saisies (1650 m), Cormet de Roselend (1967 m) und Côte de Longefoy (1174 m), ehe mit dem Col de la Loze (2304 m) der höchste Punkt der 110. Austragung erreicht wurde. Nachdem auf der Passhöhe des 28,4 Kilometer langen Anstiegs das Souvenir Henri Desgrange vergeben worden war, folgte eine kurze Abfahrt nach Courchevel, wo sich das Ziel auf dem Altiport befand. Mit der 18. Etappe verließ die Tour de France die Alpen und führte von Moûtiers auf flachen Straßen nach Bourg-en-Bresse. Auch die 19. Etappe zwischen Moirans-en-Montagne und Poligny wies keine großen Schwierigkeiten auf. Die letzte Chance im Kampf um das Gelbe Trikot bot die 20. Etappe, die über mehrere Vogesen-Pässe führte. Im Finale der Etappe wurden der Petit Ballon (1163 m) und der Col du Platzerwasel (1193 m) überquert, ehe das Ziel am Ende eines kurzen Plateaus in Le Markstein erreicht wurde. Die abschließende 21. Etappe führte traditionell in die französische Hauptstadt Paris, wo die Tour de France auf der Avenue des Champs Élysées zu Ende ging.

## Rennverlauf
Im Jahr 2023 kam es zur Neuauflage des Duells zwischen dem Vorjahressieger Jonas Vingegaard (Jumbo-Visma) und dem zweifachen Tour-de-France-Sieger Tadej Pogačar (UAE Team Emirates). Nachdem Adam Yates (UAE Team Emirates) die 1. Etappe gewonnen und das Gelbe Trikot für vier Tage getragen hatte, übernahm Jai Hindley (Bora-hansgrohe) auf der 5. Etappe die Gesamtführung, nachdem er sich den Etappensieg aus der Fluchtgruppe gesichert hatte. Im Anstieg des Col de Marie-Blanque distanzierte Jonas Vingegaard mit Tadej Pogačar seinen größten Konkurrenten und nahm ihm im Gesamtklassement etwa eine Minute ab.  
Tags drauf eröffnete die Jumbo-Visma-Mannschaft das Finale am Col du Tourmalet, wo Vingegaard angriff. Während Hindley zurückfiel, konnte Pogačar als einziger Fahrer dem Dänen folgen und holte mit einer Attacke am Schlussanstieg nach Cauterets rund eine halbe Minute auf. Vingegaard übernahm aber das Gelbe Trikot und lag nach den Pyrenäen 25 Sekunden vor dem Slowenen. Bei den nachfolgenden Bergankünften am Puy de Dôme (9. Etappe) und Grand Colombier (13. Etappe) verkürzte Tadej Pogačar seinen Rückstand sukzessiv auf neun Sekunden, ehe die Alpen erreicht wurden. Am Col de Joux Plane (14. Etappe) und dem Schlussanstieg nach Le Bettex (15. Etappe) kam es zu den nächsten Duellen zwischen den beiden Kontrahenten, wobei sich die beiden Fahrer als ebenbürtig erwiesen. 
Die Entscheidung fiel in der dritten Woche der Rundfahrt. Jonas Vingegaard gewann das Zeitfahren der 16. Etappe und baute seinen Vorsprung in der Gesamtwertung auf rund zwei Minuten aus. Tags drauf verlor Pogačar im Schlussanstieg des Col de la Loze mehr als fünf Minuten, womit sein Rückstand in der Gesamtwertung auf rund siebeneinhalb Minuten anwuchs. Auf den letzten Etappen verteidigte Jonas Vingegaard das Gelbe Trikot und gewann die 110. Austragung mit einem Vorsprung von sieben Minuten und 29 Sekunden. Platz drei ging an Pogacars Teamkollegen Adam Yates. Während der Däne seinen zweiten Gesamtsieg feierte, gewann der Slowene zum vierten Mal die Nachwuchswertung. Jasper Philipsen (Alpecin-Deceuninck) sicherte sich die Punktewertung, nachdem er das Grüne Trikot nach der 3. Etappe übernommen hatte. Giulio Ciccone (Lidl-Trek) fixierte seinen Sieg in der Bergwertung erst am vorletzten Etappentag in den Vogesen.

### Erste Woche (Etappen 1–9)
Auf der hügligen 1. Etappe um Bilbao kam es bereits zu den ersten Abständen im Gesamtklassement. Nach der kurzen, aber steilen Côte de Pike (251 m) setzten sich mit Adam Yates (UAE Team Emirates) und Simon Yates (Jayco AlUla) zwei Zwillingsbrüder in der Schlussabfahrt von den restlichen Fahrern ab. Adam Yates gewann die Etappe vier Sekunden vor seinem Bruder und schlüpfte als erster Fahrer ins Gelbe Trikot. Mit einem Rückstand von zwölf Sekunden belegte sein Teamkollege Tadej Pogačar (UAE Team Emirates) den dritten Rang, nachdem er sich im Sprint aus einer zwölf Fahrer umfassenden Gruppe durchsgeetzt hatte. Der Titelverteidiger Jonas Vingegaard (Jumbo-Visma) belegte zeitgleich mit dem Slowenen den neunten Platz. Mit Enric Mas (Movistar) und Richard Carapaz (EF Education-EasyPost) gaben zwei Mitfavoriten das Rennen nach einem Sturz auf.

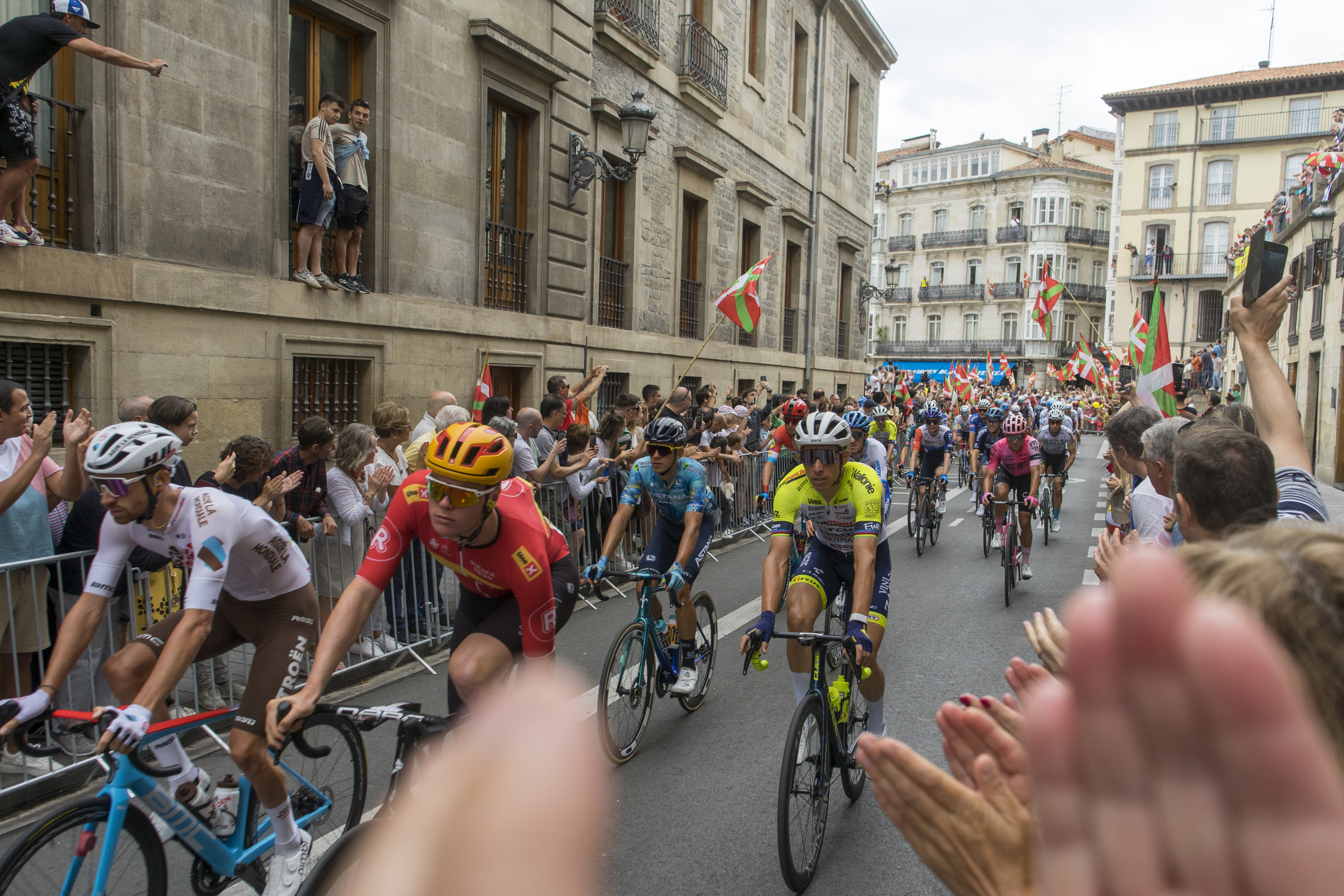
Das Peloton in Vitoria-Gasteiz (2. Etappe)

Die 2. Etappe gewann der Franzose Victor Lafay (Cofidis), nachdem er sich auf dem letzten Kilometer mit einem frühen Antritt von der Favoritengruppe abgesetzt hatte. Zuvor war das Hauptfeld im Anstieg des Jaizkibel in mehrere kleine Gruppen zerfallen, wobei sich Tadej Pogačar und Jonas Vingegaard als die stärksten Fahrer präsentierten. Im Sprint belegte Wout van Aert (Jumbo-Visma) vor Tadej Pogačar den zweiten Rang. In der Gesamtwertung lag Adam Yates nun sechs Sekunden vor Tadej Pogačar und Simon Yates, die sich Zeitbonifikationen während der Etappe sicherten.
Die 3. Etappe endete im ersten Massensprint der 110. Austragung, in dem sich Jasper Philipsen (Alpecin-Deceuninck) vor Phil Bauhaus (Bahrain Victorious) und Caleb Ewan (Lotto Dstny) durchsetzte.
Auch die 4. Etappe ging in einem Massensprint auf dem Circuit Paul Armagnac zu Ende. Jasper Philipsen feierte seinen zweiten Etappensieg und gewann vor Caleb Ewan und Phil Bauhaus. Auf den letzten Kilometern kam es zu zahlreichen Stürzen, von denen die Gesamtklassement-Fahrer jedoch nicht betroffen waren.
Auf der 5. Etappe, die das Peloton in die Pyrenäen führte, kam es zum ersten Großkampf der Gesamtklassement-Fahrer. In der frühen Rennphase nutzte Jai Hindley (Bora-hansgrohe) die hektischen ersten Kilometer und schaffte den Sprung in eine 36 Fahrer umfassende Ausreißergruppe. Im Schlussanstieg des Col de Marie-Blanque setzte sich der Giro-d’Italia-Sieger des Jahres 2022 von seinen ehemaligen Begleitern ab und erreichte das Ziel in Laruns als Solist mit einem Vorsprung von 32 Sekunden, wodurch der das Gelbe Trikot übernahm. Dahinter griff Jonas Vingegaard auf den steilsten Passagen des Schlussanstiegs an und distanzierte die restlichen Gesamtklassement-Fahrer. Der Titelverteidiger wies als fünfter einen Rückstand von 34 Sekunden auf, ehe Tadej Pogačar das Ziel in einer Gruppe mit Adam Yates, Simon Yates, Mattias Skjelmose Jensen (Lidl-Trek), Carlos Rodríguez (Ineos Grenadiers) und David Gaudu (Groupama-FDJ) erreichte. Der Rückstand der Gruppe auf den Etappensieger betrug eine Minute und 38 Sekunden. In der Gesamtwertung lag Jai Hindley nun 47 Sekunden vor Jonas Vingegaard. Tadej Pogačar wies als Gesamtsechster einen Rückstand von einer Minute und 40 Sekunden auf.

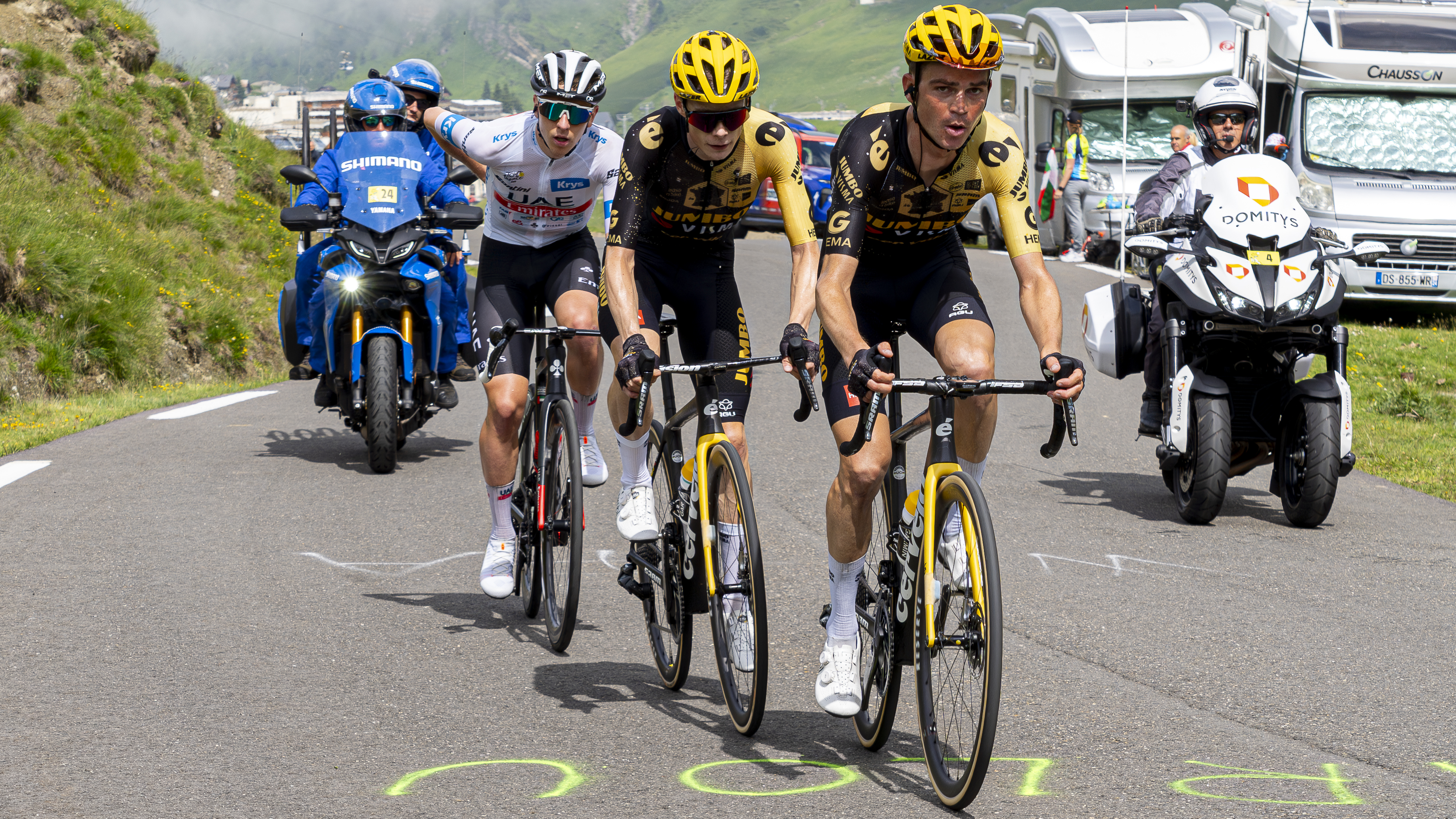
Sepp Kuss, Jonas Vingegaard und Tadej Pogačar im Anstieg des Col du Tourmalet.

Die 6. Etappe endete mit der ersten Bergankunft der 110. Austragung, wobei das Finale bereits mit der Auffahrt des Col du Tourmalet eröffnet wurde. Unter dem Tempodiktat des Team Jumbo-Visma zerfiel das Hauptfeld auf dem vorletzten Anstieg, ehe sich mit Jonas Vingegaard und Tadej Pogačar die beiden Favoriten auf den Gesamtsieg von den anderen Gesamtklassement-Fahrern absetzten. Auf der Kuppe des Col du Tourmalet schlossen die beiden zu Wout van Aert auf, der sich in der Ausreißergruppe befanden hatte und das Tempo auf den letzten 50 Kilometern hochhielt. Der gesamtführende Jai Hindley und die anderen Mannschaftskapitäne verloren mehr als zwei Minuten, während Tadej Pogačar im Schlussanstieg nach Cauterets-Cambasque zum Gegenschlag ausholte und neben dem Etappensieg 24 Sekunden auf Jonas Vingegaard herausfuhr. Jonas Vingegaard übernahm das Gelbe Trikot und lag nun 25 Sekunden vor Tadej Pogačar. Jai Hindley wies als Gesamtdritter bereits einen Rückstand von über eineinhalb Minuten auf.
Auf der 7. Etappe kam es in Bordeaux zu einem weiteren Massensprint, in dem sich erneut Jasper Philipsen durchsetzte. Der Belgier überholte Mark Cavendish (Astana Qazaqstan), der einen technischen Defekt hatte, auf den letzten Metern. Platz drei ging an Biniam Girmay (Intermarché-Circus-Wanty).
Die 8. Etappe endete erneut in einem Massensprint. Diesmal setzte sich Mads Pedersen (Lidl-Trek) vor dem dreimaligen Etappensieger Jasper Philipsen durch. Mark Cavendish kam auf der Etappe zu Sturz und musste seine vorletzte Tour de France mit einem Schlüsselbeinbruch aufgeben.
Zum Abschluss der ersten Woche fand auf der 9. Etappe die zweite Bergankunft auf dem Puy de Dôme statt. Während sich Michael Woods (Israel-Premier Tech) den Etappensieg sicherte, holte Tadej Pogačar erneut einige Sekunden auf Jonas Vingegaard auf. Jai Hindley verteidigte seinen dritten Gesamtrang, verlor jedoch Zeit auf Simon Yates, Thomas Pidcock, Carlos Rodríguez (beide Ineos Grenadiers) und Adam Yates. Am ersten Ruhetag lag Jonas Vingegaard nun 17 Sekunden vor Tadej Pogačar und zwei Minuten und 40 Sekunden vor Jai Hindley.

### Zweite Woche (Etappen 10–15)
Nach dem ersten Ruhetag folgte auf der 10. Etappe bei Temperaturen jenseits der 30 Grad eine hektische Anfangsphase, in der Fahrer wie David Gaudu und Romain Bardet distanziert wurden. Beide konnten jedoch später wieder zum Hauptfeld aufschließen. Den Etappensieg sicherte sich Pello Bilbao (Bahrain Victorious) im Sprint vor Georg Zimmermann (Intermarché-Circus-Wanty) und Ben O’Connor (AG2R Citroën).

Auf der 11. Etappe sicherte sich Jasper Philipsen seinen vierten Etappensieg vor Dylan Groenewegen (Jayco AlUla) und Phil Bauhaus.

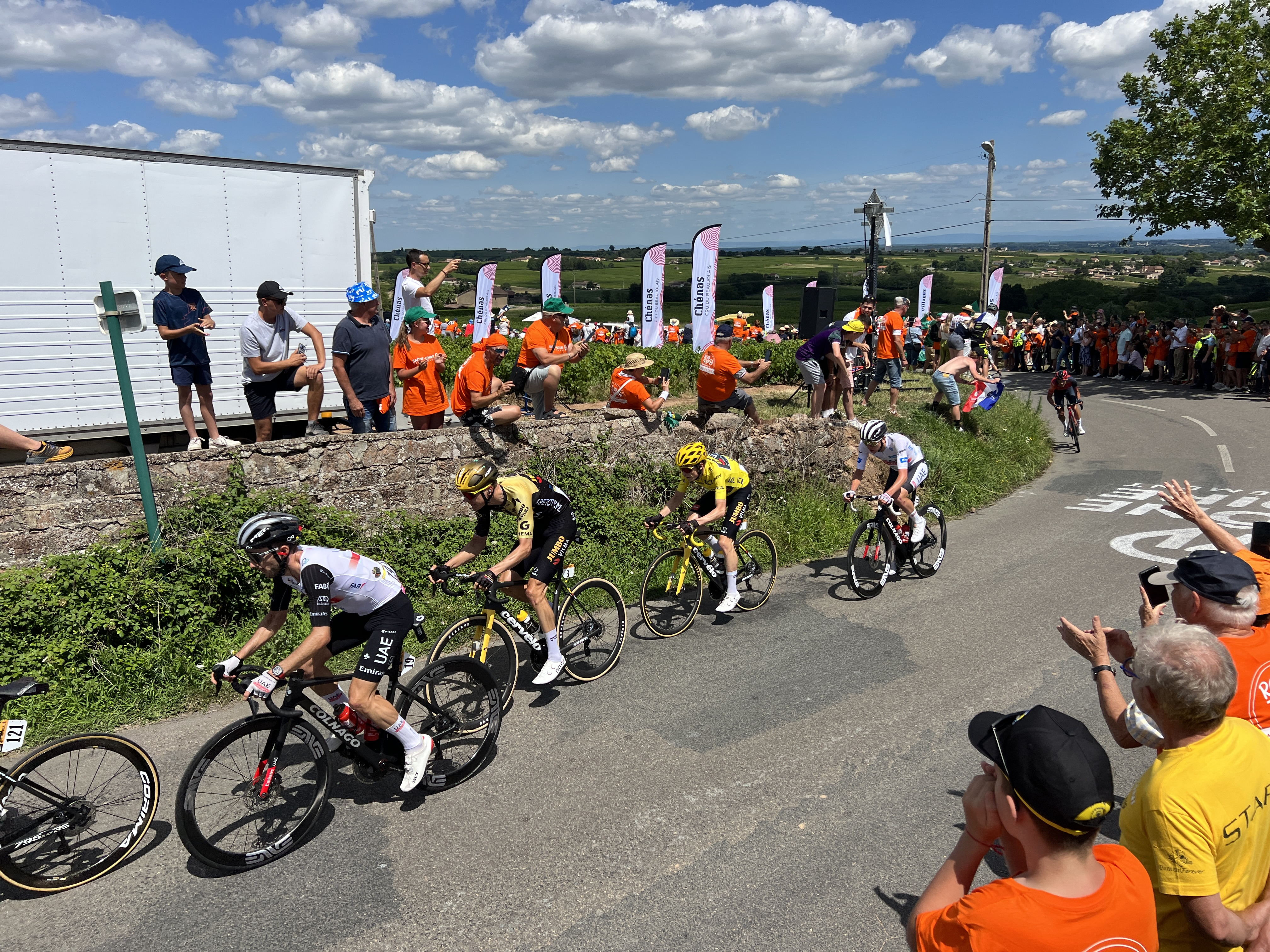
Jonas Vingegaard (gelb) und Tadej Pogačar (weiß) in der hektischen Startphase der 12. Etappe.

Wie bereits zwei Tage zuvor dauerte es etliche Kilometer, bis sich auf der 12. Etappe eine Fluchtgruppe bildete. In der schnellen und nervösen Anfangsphase wurden mit Adam Yates, Simon Yates, David Gaudu und Sepp Kuss mehrere Top 10 Fahrer abgehängt, die jedoch im späteren Rennverlauf wieder zur Gruppe um den gesamtführenden aufschließen konnten. Mathieu van der Poel (Alpecin-Deceuninck) setzte sich im Finale der Etappe aus der Ausreißergruppe ab, wurde jedoch am letzten Anstieg gestellt, ehe Ion Izagirre mit einem rund 30 Kilometer langen Solo für den zweiten Etappensieg der Cofidis-Mannschaft sorgte.
Die Bergankunft auf dem Grand Colombier, die auf der 13. Etappe stattfand, brachte nur geringe Zeitdifferenzen zwischen den Favoriten. Tadej Pogačar fuhr im Finale vier Sekunden auf Jonas Vingegaard heraus und verkürzte seinen Rückstand im Gesamtklassement, aufgrund der Zeitbonifikationen, auf neun Sekunden. Jai Hindley wies als Gesamtdritter einen Rückstand von zwei Minuten und 51 Sekunden auf und lag rund zwei Minuten vor seinem ersten Verfolger. Den Etappensieg sicherte sich Michal Kwiatkowski (Ineos Grenadiers) aus der Fluchtgruppe.
Auf der 14. Etappe hielt die Jumbo-Visma Mannschaft das Tempo über die gesamte Renndistanz hoch. Bereits am vorletzten Anstieg des Col de la Ramaz befanden sich nur noch rund 20 Fahrer in der Gruppe um das Gelbe Trikot. Im nachfolgenden Anstieg des Col de Joux Plane griff Tadej Pogačar an, konnte Jonas Vingegaard jedoch nicht entscheidend distanzieren. Der Däne sicherte sich die meisten Bonussekunden auf der Passhöhe, nachdem eine weitere Attacke durch Tadej Pogačar von einem Begleitmotorrad blockiert worden war. Da sich die beiden Spitzenreiter auf den letzten Kilometern des Col de Joux Plane beobachtet hatten, schlossen Carlos Rodríguez und Adam Yates zu ihnen auf, ehe sich der Spanier in der Abfahrt absetzte und die Etappe gewann. Tadej Pogačar setzte sich im Kampf um Platz zwei durch, verlor jedoch aufgrund der Zeitbonifikationen eine Sekunde auf Jonas Vingegaard. Die beiden Kontrahenten trennten nun zehn Sekunden, wobei sich Carlos Rodríguez mit seinem Etappensieg auf den dritten Gesamtrang schob.
Bei der Bergankunft der 15. Etappe erreichten Jonas Vingegaard und Tadej Pogačar das Ziel zeitgleich, womit der Vorjahressieger mit einem Vorsprung von zehn Sekunden in den zweiten Ruhetag ging. Beim Etappensieg von Wout Poels (Bahrain Victorious) verlor Jai Hindley mehr als eine Minute auf Carlos Rodríguez und rutschte hinter Adam Yates auf den fünften Gesamtrang ab. Der Brite lag nun 19 Sekunden hinter dem Spanier, der bereits einen Rückstand von mehr als fünf Minuten auf das Gelbe Trikot aufweist.

### Dritte Woche (Etappen 16–21)

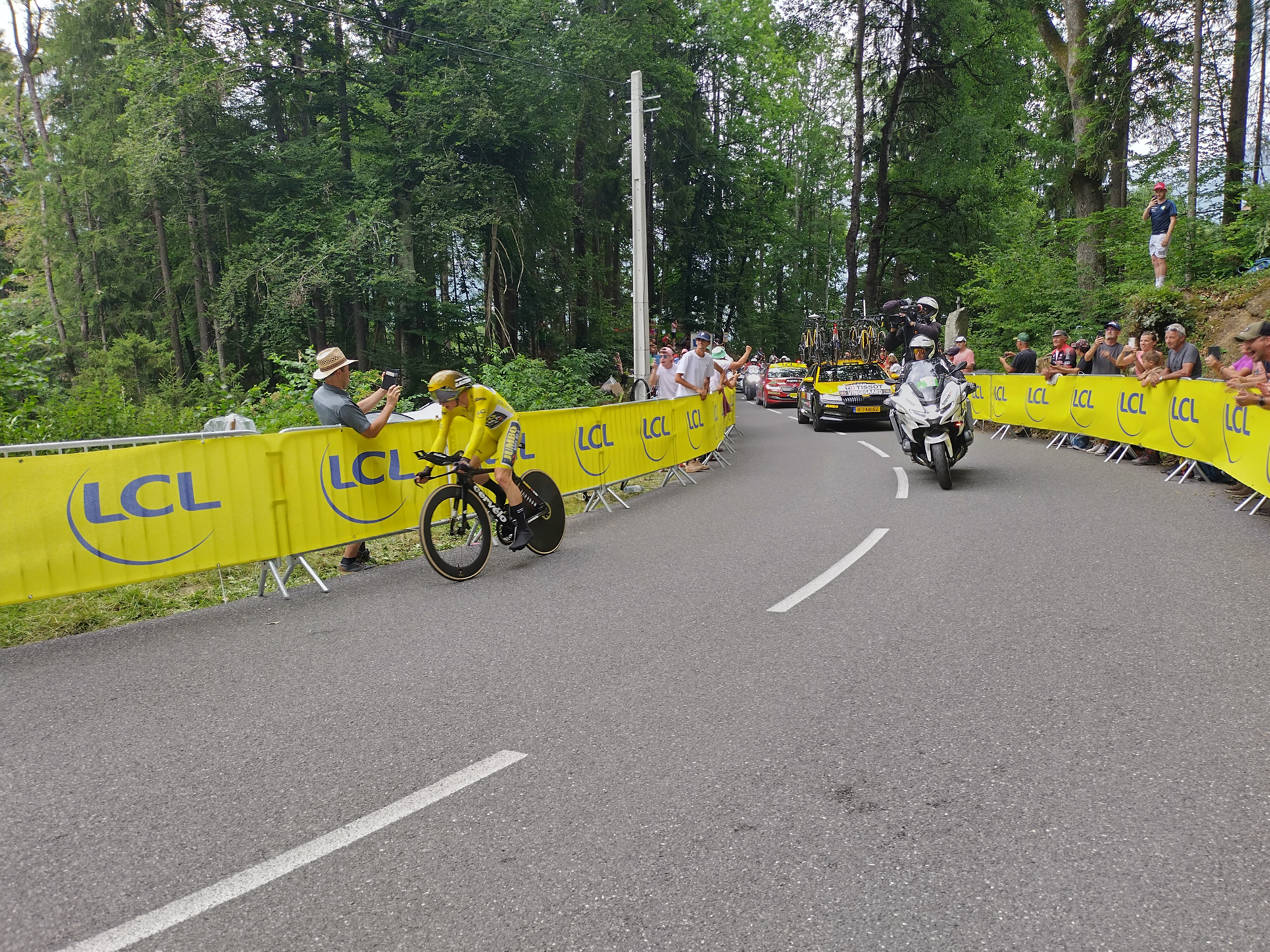
Jonas Vingegaard gewinnt das Zeitfahren der 16. Etappe und baut seinen Vorsprung im Gesamtklassement auf fast zwei Minuten aus.

Auf der 16. Etappe und dem einzigen Zeitfahren gewann Jonas Vingegaard mit einem Vorsprung von 1:48 Minuten gegenüber seinem Verfolger Tadej Pogačar. Dritter wurde Wout van Aert schon mit 2:51 Rückstand und Jai Hindley verlor an einem schlechten Tag 4:37 Minuten. Adam Yates ging in der Gesamtwertung an Carlos Rodríguez vorbei, wobei die beiden nur durch wenige Sekunden getrennt waren. Die Strecke war 22,4 km lang und hatte mit 638 zu überwindenden Höhenmetern einen hügeligen Verlauf, eine Bergwertung der 2. Kategorie sowie einen Schlussanstieg am Ende.

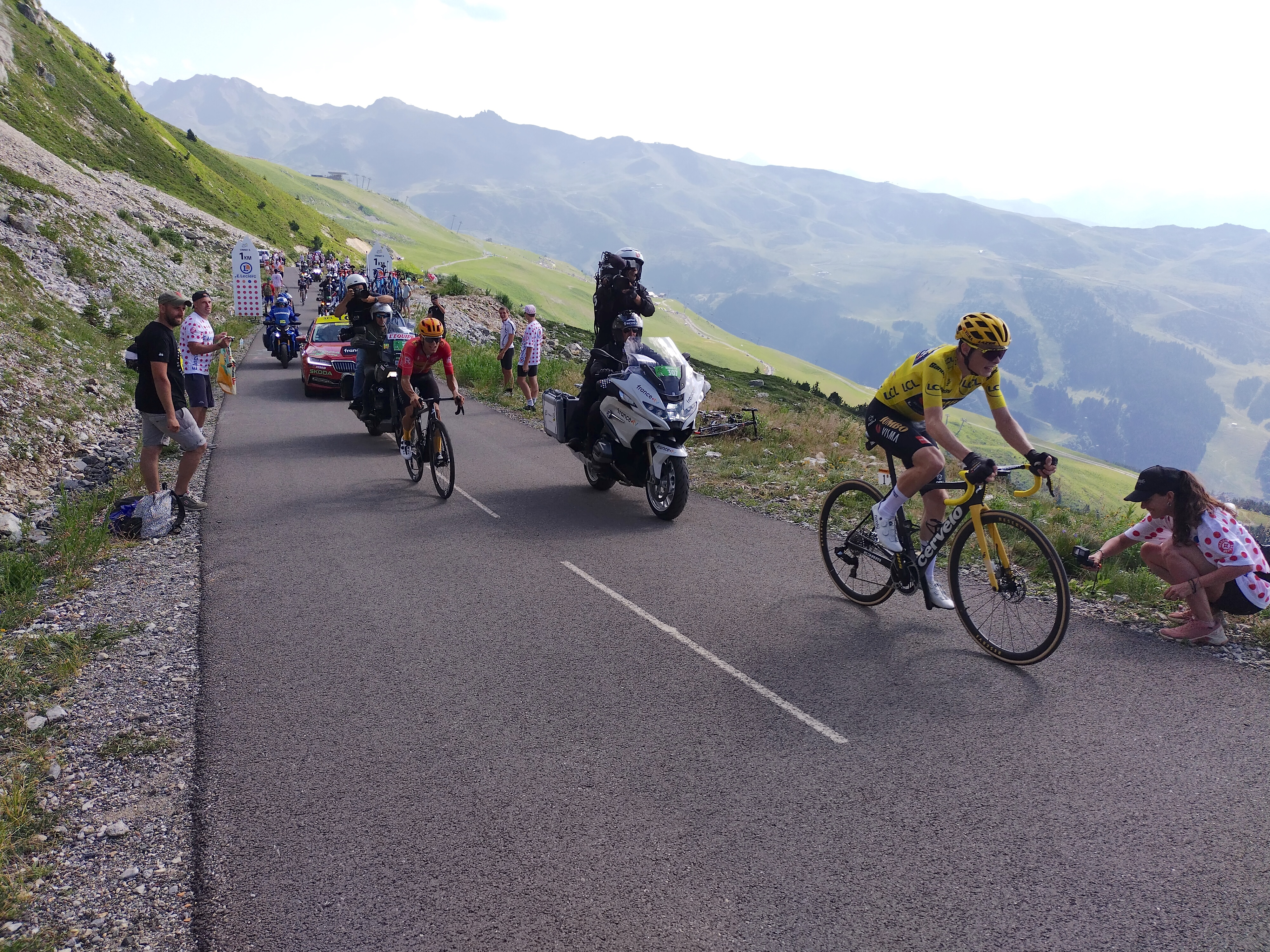
Jonas Vingegaard distanziert Tadej Pogačar am Col de la Loze.

Die anschließende „Königsetappe“ (17. Etappe) führte zu weiteren großen Zeitabständen. Tadej Pogačar fiel im Schlussanstieg des Col de la Loze bereits rund 15 Kilometer vor dem Ziel zurück und verlor mehr als fünf Minuten auf Jonas Vingegaard, der sich erneut als stärkster Gesamtklassement-Fahrer präsentierte. Der Däne beendete die Etappe auf dem vierten Rang, nachdem sich Felix Gall (AG2R Citroën) den Etappensieg aus der Ausreißergruppe gesichert hatte. Adam Yates distanzierte den Spanier Carlos Rodríguez im Schlussanstieg und festigte somit seinen dritten Gesamtrang. Nach der letzten Alpen-Etappe lag Jonas Vingegaard im Gesamtklassement sieben Minuten und 35 Sekunden vor Tadej Pogačar und mehr als zehn Minuten vor Adam Yates.
Auf der 18. Etappe setzten sich erneut die Ausreißer durch, wobei Kasper Asgreen (Soudal Quick-Step) den Sprint vor Pascal Eenkhoorn (Lotto Dstny) und Jonas Abrahamsen (Uno-X) gewann.
Die 19. Etappe gewann Matej Mohorič im Fotofinish vor Kasper Asgreen. Beide Fahrer waren Teil einer großen Fluchtgruppe gewesen, die sich zur Hälfte der Etappe gebildet hatte.
Die letzte Bergetappe in den Vogesen (20. Etappe) nach Le Markstein entschied Tadej Pogačar für sich. Der Slowene setzte sich im Zielsprint vor Felix Gall und Jonas Vingegaard durch, der somit kurz vor seinem zweiten Gesamtsieg stand, da das Gelbe Trikot auf der letzten Etappe nach Paris traditionell nicht mehr angegriffen wird. Adam Yates erreichte das Ziel wenige Sekunden später und fixierte somit seinen dritten Gesamtrang. Carlos Rodríguez stürzte in der frühen Rennphase und fiel in der Gesamtwertung hinter Simon Yates auf Rang fünf zurück.
Auf der abschließenden 21. Etappe kam es auf der Avenue des Champs Élysées erneut zu einem Massensprint, in dem sich Jordi Meeus (Bora-hansgrohe) knapp vor Jasper Philipsen und Dylan Groenewegen durchsetzte. Schlussendlich betrug der Vorsprung von Jonas Vingegaard sieben Minuten und 29 Sekunden auf Tadej Pogačar und zehn Minuten und 56 Sekunden auf Adam Yates.

## Reglement und Preisgeld
Das Rennen wurde nach dem Reglement der Union Cycliste Internationale (UCI) für Etappenrennen ausgetragen. Der Veranstalter ASO legte im Einklang hiermit ein Sonderreglement fest, aus dem sich die Höhe der Preisgelder und die Kriterien für die Vergabe der Sonderwertungen ergaben. Die Gesamtwertung und die Mannschaftswertung ergaben sich aus dem Reglement der UCI.

### Etappenkoeffizienten und Karenzzeit
Der Veranstalter wies den Etappen sechs Koeffizienten zu. Diese wirkten sich auf die Karenzzeit und die Punktewertung aus. Der Etappenkoeffizient gibt Aussage über die Schwierigkeit einer Etappe, wobei der Koeffizient 1 für Etappen ohne besondere Schwierigkeit bestimmt ist und der Koeffizient 5 bei sehr schweren und kurzen Etappen zum Einsatz kam. Einzelzeitfahren wurden dem Koeffizient 6 zugeteilt.
| Koeffizient | Beschreibung                         | Etappen                    |
| ----------- | ------------------------------------ | -------------------------- |
| 1           | Etappen ohne besondere Schwierigkeit | 3, 4, 7, 8, 11, 18, 19, 21 |
| 2           | Etappen mit „hügligem“ Terrain       | 2                          |
| 3           | Etappen auf „sehr hügligem“ Terrain  | 1, 9, 10, 12, 13           |
| 4           | sehr schwere Etappen                 | 5, 15                      |
| 5           | sehr schwere, kurze Etappen          | 6, 14, 17, 20              |
| 6           | Einzelzeitfahren                     | 16                         |

Auf Basis der sechs Koeffizienten, werden folgende Karenzzeiten berechnet:
- Koeffizient 1: Karenzzeit zwischen 4 % bei einer Siegergeschwindigkeit unter 36 km/h und 12 % bei einer Siegergeschwindigkeit über 50 km/h,
- Koeffizient 2: Karenzzeit zwischen 6 % bei einer Siegergeschwindigkeit unter 35 km/h und 18 % bei einer Siegergeschwindigkeit über 46 km/h,
- Koeffizient 3: Karenzzeit zwischen 10 % bei einer Siegergeschwindigkeit unter 35 km/h und 20 % bei einer Siegergeschwindigkeit über 44 km/h,
- Koeffizient 4: Karenzzeit zwischen 7 % bei einer Siegergeschwindigkeit unter 30 km/h und 18 % bei einer Siegergeschwindigkeit über 40 km/h,
- Koeffizient 5: Karenzzeit zwischen 10 % bei einer Siegergeschwindigkeit unter 29 km/h und 18 % bei einer Siegergeschwindigkeit über 36 km/h,
- Koeffizient 6: Karenzzeit von 33 % der Zeit des Siegers.

Die Jury kann in Ausnahmefällen Fahrer im Rennen belassen, welche die Karenzzeit überschritten haben. Diese Fahrer verlieren jedoch alle in der Punkte- und Bergwertung errungenen Punkte.
Die Etappenkoeffizienten sind auch bedeutend für die Anzahl der bei Etappenankünften vergebenen Punkte in der Punktewertung.

### Gesamtwertung
Der Führende der Gesamtwertung trägt das Gelbe Trikot (maillot jaune). Die Gesamtwertung ergibt sich wie stets bei internationalen Etappenrennen aus der Addition der gefahrenen Zeiten. Zusätzlich gibt es bei den Etappenzielen – außer den Zeitfahretappen – 10, 6 und 4 Sekunden Zeitbonifikation. Im Gegensatz zu Vorjahren gibt es nach Art. 25 des Reglements Zeitbonifikationen bei Bonussprints. Diese werden auf den Etappen 2, 5, 12, 14 und 17 abgehalten und bringen 8, 5 und 2 Sekunden.
Allen Fahrern, die die Ziellinie in einer Gruppe überqueren, wird die Zielzeit des ersten Fahrers der Gruppe zugeschrieben. Bei Abständen von mehr als einer Sekunde kommt es zur Teilung von Gruppen (unterschiedliche Zielzeiten der beiden Gruppen). Auf den Etappen 3, 4, 7, 8, 11, 18, 19 und 21 wird von einem Massensprint ausgegangen, bei denen das Fahrerfeld geschlossen im Ziel ankommt. Hier dürfen die Abstände innerhalb der Gruppe maximal drei Sekunden betragen. Die Zeiten werden stets auf die nächste Sekunde abgerundet, ehe sie in die Gesamtwertung einberechnet werden. Im Einzelzeitfahren der 16. Etappe, wird die Zeit auf Hundertstel genau genommen um die Gesamtwertung bei Gleichstand entscheiden zu können.
Sollte ein Fahrer aufgrund von „nicht-physischen Gründen“ (Platten, technischer Defekt, Sturz etc.) auf den letzten drei Kilometern abgehängt werden, wird ihm die Zeit der Gruppe zugeschrieben, in der er sich zuletzt befand. Die 3-Kilometer-Regel ist auf den Etappen 6, 9, 13, 15, 16 und 17 aufgehoben.

### Punktewertung
Der Führende der Punktewertung trägt das Grüne Trikot (maillot vert). Die Punkte für diese Wertung werden bei Etappenzielen entsprechend der Schwierigkeit und Art der Etappe (→Koeffizient) und Zwischensprints wie folgt vergeben:
| Platzierung                                                              | 1. | 2. | 3. | 4. | 5. | 6. | 7. | 8. | 9. | 10. | 11. | 12. | 13. | 14. | 15. |
| ------------------------------------------------------------------------ | -- | -- | -- | -- | -- | -- | -- | -- | -- | --- | --- | --- | --- | --- | --- |
| 2., 3., 4., 7., 8., 11., 18., 19. und 21. Etappe (Koeffizienten 1 und 2) | 50 | 30 | 20 | 18 | 16 | 14 | 12 | 10 | 8  | 7   | 6   | 5   | 4   | 3   | 2   |
| 1., 9., 10., 12. und 13. Etappe (Koeffizient 3)                          | 30 | 25 | 22 | 19 | 17 | 15 | 13 | 11 | 9  | 7   | 6   | 5   | 4   | 3   | 2   |
| 5., 6., 14., 15., 16., 17. und 20. (Koeffizienten 4, 5 und 6)            | 20 | 17 | 15 | 13 | 11 | 10 | 9  | 8  | 7  | 6   | 5   | 4   | 3   | 2   | 1   |
| Zwischensprints                                                          | 20 | 17 | 15 | 13 | 11 | 10 | 9  | 8  | 7  | 6   | 5   | 4   | 3   | 2   | 1   |

### Bergwertung
Der Führende der Bergwertung trägt das Gepunktete Trikot (maillot à pois). Die Punkte für diese Wertung werden auf den Überfahrten der vom Veranstalter kategorisierten Anstiege wie folgt vergeben:
| Platzierung           | 1. | 2. | 3. | 4. | 5. | 6. | 7. | 8. |   |
| --------------------- | -- | -- | -- | -- | -- | -- | -- | -- | - |
| Hors Catégorie * (6×) | 20 | 15 | 12 | 10 | 8  | 6  | 4  | 2  |   |
| 1. Kategorie (13×)    | 10 | 8  | 6  | 4  | 2  | 1  | —  | —  |   |
| 2. Kategorie (11×)    | 5  | 3  | 2  | 1  | —  | —  | —  | —  |   |
| 3. Kategorie (23×)    | 2  | 1  | —  | —  | —  | —  | —  | —  |   |
| 4. Kategorie (17×)    | 1  | —  | —  | —  | —  | —  | —  | —  | — |

Souvenir Henri Desgrange
Der erste Fahrer auf dem Gipfel des Col de la Loze (17. Etappe) wird mit dem Souvenir Henri Desgrange ausgezeichnet, das mit einer Prämie von 5000 € verbunden ist.
Souvenir Jacques Goddet
Der erste Fahrer auf dem Gipfel des Col du Tourmalet (6. Etappe) wird mit dem Souvenir Jacques Goddet ausgezeichnet, das mit einer Prämie von 5000 € verbunden ist.

### Nachwuchswertung
Der Führende der Nachwuchswertung trägt das Weiße Trikot (maillot blanc). Die Nachwuchswertung ist identisch zur Gesamtwertung, aber auf die seit dem 1. Januar 1998 geborenen Fahrer beschränkt.

### Mannschaftswertung
Die Führenden der Mannschaftswertung tragen eine gelbe Rückennummer. Die Mannschaftswertung berechnet sich aus den Zeiten der drei ersten Fahrer eines Teams auf jeder Etappe.

### Kämpferischster Fahrer
Eine Jury zeichnete am Ende einer Etappe und am Ende der Tour de France einen Fahrer mit einer goldenen Rückennummer als kämpferischsten Fahrer aus. Ausgenommen waren die Einzelzeitfahren und die Schlussetappe.

### Preisgelder
Die Preisgelder belaufen sich abzüglich Steuer auf eine Gesamtsumme von 2.308.200 Euro. Davon werden 1.138.800 Euro für das Gesamtklassement, 601.650 Euro für die Etappenwertungen, 178.800 Euro für die Mannschaftswertung, 131.000 Euro für die Punktewertung, 114.450 Euro für die Bergwertung, 66.500 Euro für die Nachwuchswertung, 58.000 Euro für die Wertungen um den kämpferischsten Fahrer sowie 19.000 Euro weitere Preise verwendet.
| Platzierung            | 1.        | 2.        | 3.        | 4.       | 5.       | 6.       | 7.       | 8. Anm. | Führung |
| ---------------------- | --------- | --------- | --------- | -------- | -------- | -------- | -------- | ------- | ------- |
| Gesamtwertung          | 500.000 € | 200.000 € | 100.000 € | 70.000 € | 50.000 € | 23.000 € | 11.500 € | 7.600 € | 500 €   |
| Punktewertung          | 025.000 € | 015.000 € | 010.000 € | 04.000 € | 03.500 € | 03.000 € | 02.500 € | 2.000 € | 300 €   |
| Bergwertung            | 025.000 € | 015.000 € | 010.000 € | 04.000 € | 03.500 € | 03.000 € | 02.500 € | 2.000 € | 300 €   |
| Nachwuchswertung       | 020.000 € | 015.000 € | 010.000 € | 05.000 € | —        | —        | —        | —       | 300 €   |
| Mannschaftswertung     | 050.000 € | 030.000 € | 020.000 € | 12.000 € | 08.000 € | —        | —        | —       | —       |
| Kämpferischster Fahrer | 020.000 € | —         | —         | —        | —        | —        | —        | —       | —       |

| Platzierung                | 1.       | 2.      | 3.      | Anmerkung                                |
| -------------------------- | -------- | ------- | ------- | ---------------------------------------- |
| Etappenwertung             | 11.000 € | 5.500 € | 2.800 € | gestaffelt bis zum 20. Platz (300 €)     |
| Zwischensprints            | 01.500 € | 1.000 € | 0.500 € | 20 Zwischensprints während der Tour      |
| Bergwertung hors categorie | 00.800 € | 0.450 € | 0.300 € | 06 Wertungen während der Tour            |
| Bergwertung Kat. 1         | 00.650 € | 0.400 € | 0.150 € | 13 Wertungen während der Tour            |
| Bergwertung Kat. 2         | 00.500 € | 0.250 € | —       | 11 Wertungen während der Tour            |
| Bergwertung Kat. 3         | 00.300 € | —       | —       | 23 Wertungen während der Tour            |
| Bergwertung Kat. 4         | 00.200 € | —       | —       | 17 Wertungen während der Tour            |
| Nachwuchsfahrer            | 00.500 € | —       | —       | schnellster Nachwuchsfahrer der Etappe   |
| Kämpferischster Fahrer     | 02.000 € | —       | —       | ausgenommen Zeitfahren und Schlussetappe |
| Mannschaft                 | 02.800 € | —       | —       | schnellste Mannschaft der Etappe         |

### UCI-Punkte
Die Tour de France 2023 ist Teil der UCI WorldTour 2023. Während des Rennens werden UCI-Punkte vergeben, die sich auf die Platzierung der Fahrer und Mannschaften im UCI Ranking auswirken. Die Punktevergabe erfolgt nach folgendem Schlüssel:
| Platzierung    | 1.   | 2.   | 3.  | 4.  | 5.  | 6.  | 7.  | 8.  | 9.  | 10. | Anmerkung                                |
| -------------- | ---- | ---- | --- | --- | --- | --- | --- | --- | --- | --- | ---------------------------------------- |
| Gesamtwertung  | 1300 | 1040 | 880 | 750 | 620 | 520 | 425 | 360 | 295 | 230 | gestaffelt bis zum 60. Platz (15 Punkte) |
| Punktewertung  | 0210 | 0150 | 110 | —   | —   | —   | —   | —   | —   | —   |                                          |
| Bergwertung    | 0210 | 0150 | 110 | —   | —   | —   | —   | —   | —   | —   |                                          |
| Etappenwertung | 0210 | 0150 | 110 | 090 | 070 | 055 | 045 | 040 | 035 | 030 | gestaffelt bis zum 15. Platz (5 Punkte)  |
| Führung        | 0025 | —    | —   | —   | —   | —   | —   | —   | —   | —   | Gesamtführender nach jeder Etappe        |

## Wertungen im Tourverlauf
Die Tabelle zeigt den Führenden in der jeweiligen Wertung bzw. die Träger der Wertungstrikots oder farbigen Rückennummern am Ende der jeweiligen Etappe an. Eine detailliertere Übersicht über die Platzierungen nach einer Etappe bieten die einzelnen Etappenartikel, die in der ersten Spalte verlinkt sind.
| Etappe | Gesamtwertung          | Punktewertung          | Bergwertung                | Nachwuchswertung    | Teamwertung        | Kämpferischster Fahrer     |
| ------ | ---------------------- | ---------------------- | -------------------------- | ------------------- | ------------------ | -------------------------- |
| 1.     | Adam Yates (UAE)       | Adam Yates (UAE) (a)   | Neilson Powless (EFE)      | Tadej Pogačar (UAE) | Jumbo-Visma        | Adam Yates (UAE)           |
| 2.     | Adam Yates (UAE)       | Victor Lafay (COF)     | Neilson Powless (EFE)      | Tadej Pogačar (UAE) | Jumbo-Visma        | Neilson Powless (EFE)      |
| 3.     | Adam Yates (UAE)       | Victor Lafay (COF)     | Neilson Powless (EFE)      | Tadej Pogačar (UAE) | Jumbo-Visma        | Laurent Pichon (ARK)       |
| 4.     | Adam Yates (UAE)       | Jasper Philipsen (ADC) | Neilson Powless (EFE)      | Tadej Pogačar (UAE) | Jumbo-Visma        | Benoît Cosnefroy (ACT)     |
| 5.     | Jai Hindley (BOH)      | Jasper Philipsen (ADC) | Felix Gall (ACT)           | Tadej Pogačar (UAE) | Jumbo-Visma        | Wout van Aert (TJV)        |
| 6.     | Jonas Vingegaard (TJV) | Jasper Philipsen (ADC) | Neilson Powless (EFE)      | Tadej Pogačar (UAE) | Jumbo-Visma        | Wout van Aert (TJV)        |
| 7.     | Jonas Vingegaard (TJV) | Jasper Philipsen (ADC) | Neilson Powless (EFE)      | Tadej Pogačar (UAE) | Jumbo-Visma        | Simon Guglielmi (ARK)      |
| 8.     | Jonas Vingegaard (TJV) | Jasper Philipsen (ADC) | Neilson Powless (EFE)      | Tadej Pogačar (UAE) | Jumbo-Visma        | Anthony Turgis (TEN)       |
| 9.     | Jonas Vingegaard (TJV) | Jasper Philipsen (ADC) | Neilson Powless (EFE)      | Tadej Pogačar (UAE) | Bahrain Victorious | Matteo Jorgenson (MOV)     |
| 10.    | Jonas Vingegaard (TJV) | Jasper Philipsen (ADC) | Neilson Powless (EFE)      | Tadej Pogačar (UAE) | Bahrain Victorious | Krists Neilands (IPT)      |
| 11.    | Jonas Vingegaard (TJV) | Jasper Philipsen (ADC) | Neilson Powless (EFE)      | Tadej Pogačar (UAE) | Bahrain Victorious | Daniel Oss (TEN)           |
| 12.    | Jonas Vingegaard (TJV) | Jasper Philipsen (ADC) | Neilson Powless (EFE)      | Tadej Pogačar (UAE) | Bahrain Victorious | Mathieu van der Poel (ADC) |
| 13.    | Jonas Vingegaard (TJV) | Jasper Philipsen (ADC) | Neilson Powless (EFE)      | Tadej Pogačar (UAE) | Ineos Grenadiers   | Michał Kwiatkowski (IGD)   |
| 14.    | Jonas Vingegaard (TJV) | Jasper Philipsen (ADC) | Jonas Vingegaard (TJV) (b) | Tadej Pogačar (UAE) | Ineos Grenadiers   | Giulio Ciccone (LTK)       |
| 15.    | Jonas Vingegaard (TJV) | Jasper Philipsen (ADC) | Giulio Ciccone (LTK)       | Tadej Pogačar (UAE) | Jumbo-Visma        | Adrien Petit (ICW)         |
| 16.    | Jonas Vingegaard (TJV) | Jasper Philipsen (ADC) | Giulio Ciccone (LTK)       | Tadej Pogačar (UAE) | Jumbo-Visma        | nicht vergeben             |
| 17.    | Jonas Vingegaard (TJV) | Jasper Philipsen (ADC) | Giulio Ciccone (LTK)       | Tadej Pogačar (UAE) | Jumbo-Visma        | Felix Gall (ACT)           |
| 18.    | Jonas Vingegaard (TJV) | Jasper Philipsen (ADC) | Giulio Ciccone (LTK)       | Tadej Pogačar (UAE) | Jumbo-Visma        | Victor Campenaerts (LTD)   |
| 19.    | Jonas Vingegaard (TJV) | Jasper Philipsen (ADC) | Giulio Ciccone (LTK)       | Tadej Pogačar (UAE) | Jumbo-Visma        | Victor Campenaerts (LTD)   |
| 20.    | Jonas Vingegaard (TJV) | Jasper Philipsen (ADC) | Giulio Ciccone (LTK)       | Tadej Pogačar (UAE) | Jumbo-Visma        | Thibaut Pinot (GFC)        |
| 21.    | Jonas Vingegaard (TJV) | Jasper Philipsen (ADC) | Giulio Ciccone (LTK)       | Tadej Pogačar (UAE) | Jumbo-Visma        | nicht vergeben             |
| Sieger | Jonas Vingegaard (TJV) | Jasper Philipsen (ADC) | Giulio Ciccone (LTK)       | Tadej Pogačar (UAE) | Jumbo-Visma        | Victor Campenaerts (LTD)   |

## Endergebnisse

### Gesamtwertung
| \| Gesamtwertung \| Gesamtwertung \| Gesamtwertung \| Gesamtwertung \| Gesamtwertung \| \| Fahrer \| Fahrer \| Land \| Team \| Zeit \| \| ------------- \| -------------------- \| ---------------------- \| ------------------ \| ----------------- \| \| 1. \| Jonas Vingegaard \| Dänemark \| Jumbo-Visma \| 82 h 05 min 42 s \| \| 2. \| Tadej Pogačar \| Slowenien \| UAE Team Emirates \| + 7 min 29 s \| \| 3. \| Adam Yates \| Vereinigtes Königreich \| UAE Team Emirates \| + 10 min 56 s \| \| 4. \| Simon Yates \| Vereinigtes Königreich \| Team Jayco AlUla \| + 12 min 23 s \| \| 5. \| Carlos Rodríguez \| Spanien \| Ineos Grenadiers \| + 13 min 17 s \| \| 6. \| Pello Bilbao \| Spanien \| Bahrain Victorious \| + 13 min 27 s \| \| 7. \| Jai Hindley \| Australien \| Bora-Hansgrohe \| + 14 min 44 s \| \| 8. \| Felix Gall \| Österreich \| AG2R Citroën Team \| + 16 min 09 s \| \| 9. \| David Gaudu \| Frankreich \| Groupama-FDJ \| + 23 min 08 s \| \| 10. \| Guillaume Martin \| Frankreich \| Cofidis \| + 26 min 30 s \| \| 11. \| Thibaut Pinot \| Frankreich \| Groupama-FDJ \| + 28 min 03 s \| \| 12. \| Sepp Kuss \| Vereinigte Staaten \| Jumbo-Visma \| + 37 min 32 s \| \| 13. \| Thomas Pidcock \| Vereinigtes Königreich \| Ineos Grenadiers \| + 47 min 52 s \| \| 14. \| Rafał Majka \| Polen \| UAE Team Emirates \| + 56 min 36 s \| \| 15. \| Jonathan Castroviejo \| Spanien \| Ineos Grenadiers \| + 56 min 37 s \| \| 16. \| Chris Harper \| Australien \| Team Jayco AlUla \| + 57 min 29 s \| \| 17. \| Ben O’Connor \| Australien \| AG2R Citroën Team \| + 1 h 04 min 59 s \| \| 18. \| Wilco Kelderman \| Niederlande \| Jumbo-Visma \| + 1 h 06 min 46 s \| \| 19. \| Mikel Landa \| Spanien \| Bahrain Victorious \| + 1 h 12 min 41 s \| \| 20. \| Valentin Madouas \| Frankreich \| Groupama-FDJ \| + 1 h 14 min 10 s \| \| 21. \| Emanuel Buchmann \| Deutschland \| Bora-Hansgrohe \| + 1 h 15 min 44 s \| \| 22. \| Warren Barguil \| Frankreich \| Arkéa-Samsic \| + 1 h 17 min 06 s \| \| 23. \| Felix Großschartner \| Österreich \| UAE Team Emirates \| + 1 h 45 min 21 s \| \| 24. \| Tiesj Benoot \| Belgien \| Jumbo-Visma \| + 1 h 46 min 55 s \| \| 25. \| Clément Berthet \| Frankreich \| AG2R Citroën Team \| + 1 h 50 min 19 s \| |                      |                        |                    |                   |
| |                      |                        |                    |                   |
| Quelle: ProCyclingStats |                      |                        |                    |                   |
| Gesamtwertung |                      |                        |                    |                   |
| Fahrer | Fahrer               | Land                   | Team               | Zeit              |
| 1. | Jonas Vingegaard     | Dänemark               | Jumbo-Visma        | 82 h 05 min 42 s  |
| 2. | Tadej Pogačar        | Slowenien              | UAE Team Emirates  | + 7 min 29 s      |
| 3. | Adam Yates           | Vereinigtes Königreich | UAE Team Emirates  | + 10 min 56 s     |
| 4. | Simon Yates          | Vereinigtes Königreich | Team Jayco AlUla   | + 12 min 23 s     |
| 5. | Carlos Rodríguez     | Spanien                | Ineos Grenadiers   | + 13 min 17 s     |
| 6. | Pello Bilbao         | Spanien                | Bahrain Victorious | + 13 min 27 s     |
| 7. | Jai Hindley          | Australien             | Bora-Hansgrohe     | + 14 min 44 s     |
| 8. | Felix Gall           | Österreich             | AG2R Citroën Team  | + 16 min 09 s     |
| 9. | David Gaudu          | Frankreich             | Groupama-FDJ       | + 23 min 08 s     |
| 10. | Guillaume Martin     | Frankreich             | Cofidis            | + 26 min 30 s     |
| 11. | Thibaut Pinot        | Frankreich             | Groupama-FDJ       | + 28 min 03 s     |
| 12. | Sepp Kuss            | Vereinigte Staaten     | Jumbo-Visma        | + 37 min 32 s     |
| 13. | Thomas Pidcock       | Vereinigtes Königreich | Ineos Grenadiers   | + 47 min 52 s     |
| 14. | Rafał Majka          | Polen                  | UAE Team Emirates  | + 56 min 36 s     |
| 15. | Jonathan Castroviejo | Spanien                | Ineos Grenadiers   | + 56 min 37 s     |
| 16. | Chris Harper         | Australien             | Team Jayco AlUla   | + 57 min 29 s     |
| 17. | Ben O’Connor         | Australien             | AG2R Citroën Team  | + 1 h 04 min 59 s |
| 18. | Wilco Kelderman      | Niederlande            | Jumbo-Visma        | + 1 h 06 min 46 s |
| 19. | Mikel Landa          | Spanien                | Bahrain Victorious | + 1 h 12 min 41 s |
| 20. | Valentin Madouas     | Frankreich             | Groupama-FDJ       | + 1 h 14 min 10 s |
| 21. | Emanuel Buchmann     | Deutschland            | Bora-Hansgrohe     | + 1 h 15 min 44 s |
| 22. | Warren Barguil       | Frankreich             | Arkéa-Samsic       | + 1 h 17 min 06 s |
| 23. | Felix Großschartner  | Österreich             | UAE Team Emirates  | + 1 h 45 min 21 s |
| 24. | Tiesj Benoot         | Belgien                | Jumbo-Visma        | + 1 h 46 min 55 s |
| 25. | Clément Berthet      | Frankreich             | AG2R Citroën Team  | + 1 h 50 min 19 s |

### Punktewertung
| Punktewertung | Punktewertung    | Punktewertung          | Punktewertung      | Punktewertung |
| Fahrer        | Fahrer           | Land                   | Team               | Punkte        |
| ------------- | ---------------- | ---------------------- | ------------------ | ------------- |
| 1.            | Jasper Philipsen | Belgien                | Alpecin-Deceuninck | 377 P.        |
| 2.            | Mads Pedersen    | Dänemark               | Lidl-Trek          | 258 P.        |
| 3.            | Bryan Coquard    | Frankreich             | Cofidis            | 203 P.        |
| 4.            | Tadej Pogačar    | Slowenien              | UAE Team Emirates  | 186 P.        |
| 5.            | Jonas Vingegaard | Dänemark               | Jumbo-Visma        | 128 P.        |
| 6.            | Kasper Asgreen   | Dänemark               | Soudal Quick-Step  | 125 P.        |
| 7.            | Jordi Meeus      | Belgien                | Bora-Hansgrohe     | 123 P.        |
| 8.            | Matej Mohorič    | Slowenien              | Bahrain Victorious | 106 P.        |
| 9.            | Pello Bilbao     | Spanien                | Bahrain Victorious | 103 P.        |
| 10.           | Simon Yates      | Vereinigtes Königreich | Team Jayco AlUla   | 95 P.         |

### Bergwertung
| Bergwertung | Bergwertung                | Bergwertung            | Bergwertung            | Bergwertung |
| Fahrer      | Fahrer                     | Land                   | Team                   | Punkte      |
| ----------- | -------------------------- | ---------------------- | ---------------------- | ----------- |
| 1.          | Giulio Ciccone             | Italien                | Lidl-Trek              | 106 P.      |
| 2.          | Felix Gall                 | Österreich             | AG2R Citroën Team      | 92 P.       |
| 3.          | Jonas Vingegaard           | Dänemark               | Jumbo-Visma            | 89 P.       |
| 4.          | Neilson Powless            | Vereinigte Staaten     | EF Education-EasyPost  | 58 P.       |
| 5.          | Tadej Pogačar              | Slowenien              | UAE Team Emirates      | 55 P.       |
| 6.          | Simon Yates                | Vereinigtes Königreich | Team Jayco AlUla       | 44 P.       |
| 7.          | Tobias Halland Johannessen | Norwegen               | Uno-X Pro Cycling Team | 38 P.       |
| 8.          | Jai Hindley                | Australien             | Bora-Hansgrohe         | 31 P.       |
| 9.          | Michał Kwiatkowski         | Polen                  | Ineos Grenadiers       | 30 P.       |
| 10.         | Mattias Skjelmose          | Dänemark               | Lidl-Trek              | 29 P.       |

### Nachwuchswertung
| Nachwuchswertung | Nachwuchswertung           | Nachwuchswertung       | Nachwuchswertung       | Nachwuchswertung  |
| Fahrer           | Fahrer                     | Land                   | Team                   | Zeit              |
| ---------------- | -------------------------- | ---------------------- | ---------------------- | ----------------- |
| 1.               | Tadej Pogačar              | Slowenien              | UAE Team Emirates      | 82 h 13 min 11 s  |
| 2.               | Carlos Rodríguez           | Spanien                | Ineos Grenadiers       | + 5 min 48 s      |
| 3.               | Felix Gall                 | Österreich             | AG2R Citroën Team      | + 8 min 40 s      |
| 4.               | Thomas Pidcock             | Vereinigtes Königreich | Ineos Grenadiers       | + 40 min 23 s     |
| 5.               | Mattias Skjelmose          | Dänemark               | Lidl-Trek              | + 2 h 07 min 58 s |
| 6.               | Tobias Halland Johannessen | Norwegen               | Uno-X Pro Cycling Team | + 2 h 08 min 04 s |
| 7.               | Mathieu Burgaudeau         | Frankreich             | TotalEnergies          | + 2 h 13 min 44 s |
| 8.               | Clément Champoussin        | Frankreich             | Arkéa-Samsic           | + 2 h 50 min 38 s |
| 9.               | Matthew Dinham             | Australien             | Team DSM-Firmenich     | + 3 h 06 min 03 s |
| 10.              | Maxim Van Gils             | Belgien                | Lotto Dstny            | + 3 h 10 min 20 s |

### Mannschaftswertung
| Mannschaftswertung | Mannschaftswertung  | Mannschaftswertung           | Mannschaftswertung |
| Team               | Team                | Land                         | Zeit               |
| ------------------ | ------------------- | ---------------------------- | ------------------ |
| 1.                 | Jumbo-Visma         | Niederlande                  | 247 h 19 min 41 s  |
| 2.                 | UAE Team Emirates   | Vereinigte Arabische Emirate | + 13 min 49 s      |
| 3.                 | Bahrain Victorious  | Bahrain                      | + 27 min 38 s      |
| 4.                 | Ineos Grenadiers    | Vereinigtes Königreich       | + 28 min 37 s      |
| 5.                 | Groupama-FDJ        | Frankreich                   | + 57 min 20 s      |
| 6.                 | AG2R Citroën Team   | Frankreich                   | + 1 h 51 min 00 s  |
| 7.                 | Bora-Hansgrohe      | Deutschland                  | + 2 h 05 min 08 s  |
| 8.                 | Team Jayco AlUla    | Australien                   | + 3 h 21 min 33 s  |
| 9.                 | Israel-Premier Tech | Israel                       | + 4 h 33 min 49 s  |
| 10.                | Movistar Team       | Spanien                      | + 4 h 37 min 33 s  |